# Bitwa pod Grunwaldem

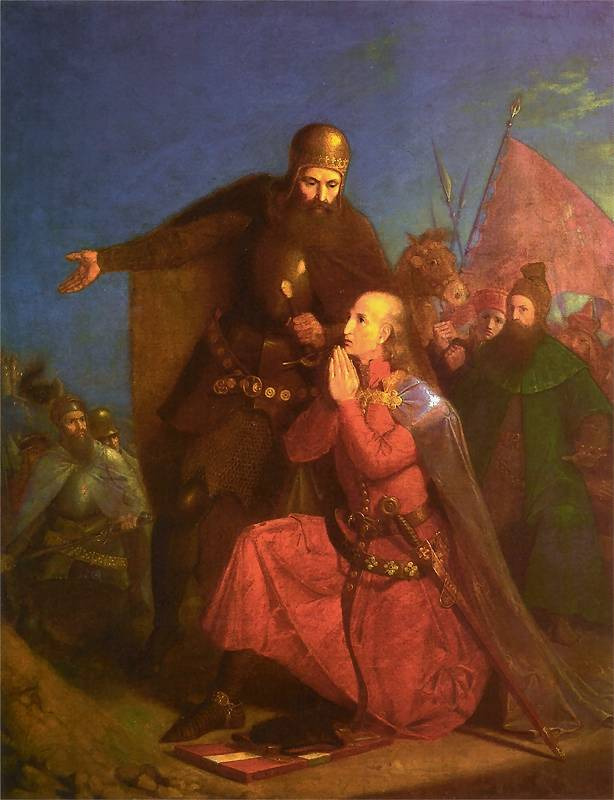
Władysław Jagiełło i Witold modlący się przed bitwą (Jan Matejko)

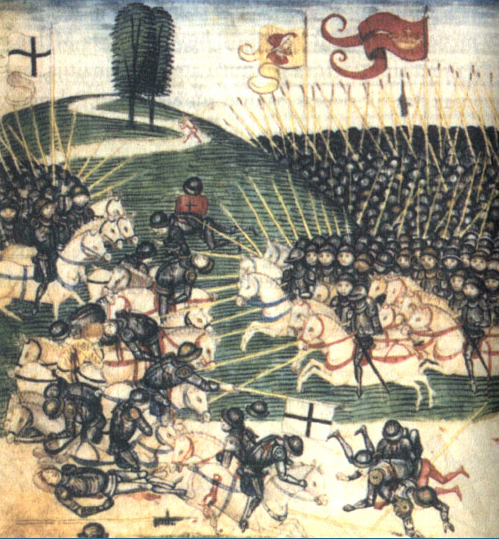
Bitwa pod Grunwaldem. Diebold Schilling, miniatura (XV wiek)

Bitwa pod Grunwaldem (zwana w języku niemieckim pierwszą bitwą pod Tannenbergiem „Schlacht bei Tannenberg”, a w języku litewskim bitwą pod Żalgirisem „Žalgirio mūšis”) – jedna z największych bitew w historii średniowiecznej Europy (pod względem liczby uczestników), stoczona na polach pod Grunwaldem 15 lipca 1410 roku, w czasie trwania wielkiej wojny między siłami zakonu krzyżackiego, wspomaganego przez rycerstwo zachodnioeuropejskie (głównie z Czech, z wielu księstw śląskich, z Pomorza Zachodniego i z pozostałych państw Świętego Cesarstwa Rzymskiego) pod dowództwem wielkiego mistrza Ulricha von Jungingena, a połączonymi siłami polskimi i litewskimi (złożonymi głównie z Polaków, Litwinów i Rusinów) oraz niewielkich wojsk tatarskich wspieranymi lennikami obu tych krajów (Hospodarstwo Mołdawskie, księstwo mazowieckie, księstwo płockie, księstwo bełskie, Podole i litewskie lenna na Rusi) oraz najemnikami z Czech, Moraw i z księstw Śląska oraz uciekinierami ze Złotej Ordy i chorągwiami prywatnymi (między innymi chorągiew z Nowogrodu Wielkiego księcia Lingwena Semena), pod dowództwem króla Polski Władysława II Jagiełły i wielkiego księcia litewskiego Witolda.
Bitwa ta zakończyła się zwycięstwem wojsk polsko-litewskich i pogromem sił krzyżackich, nie została jednak wykorzystana do całkowitego zniszczenia zakonu. Nie zdobyto Malborka – stolicy Zakonu – ponieważ wygasał rozejm Witolda z inflancką gałęzią Zakonu na północy (korzystny w czasie bitwy) i wojska litewskie rozpoczęły odwrót, niepewna była także sytuacja na południowych granicach Królestwa, zagrożonych atakiem przez ówczesnego sojusznika Zakonu, węgierskiego króla Zygmunta Luksemburczyka. Pomimo poddawania się wojskom królewskim przez pruskie miasta (Olsztynek, Morąg, Dzierzgoń, Główne Miasto Gdańsk, Stare Miasto Toruń, Chełmno, Elbląg), obrońca Malborka, komtur Świecia Henryk von Plauen, miał w dyspozycji jeszcze ponad 200 czynnych braci rycerzy oraz 362 komturie zakonne rozsiane po całej Europie, do których słał listy o pomoc. Marsz wojska dowodzonego przez Jagiełłę na Malbork był powolny. Do 22 lipca 1410 roku – kiedy to pod Malbork dotarły pierwsze oddziały armii polsko-litewskiej – zamek w Malborku był już gotowy do obrony, a jego oblężenie okazało się nieskuteczne. Okres ten kończy zwycięska bitwa rycerstwa polskiego pod Koronowem i I pokój toruński.

## Podłoże

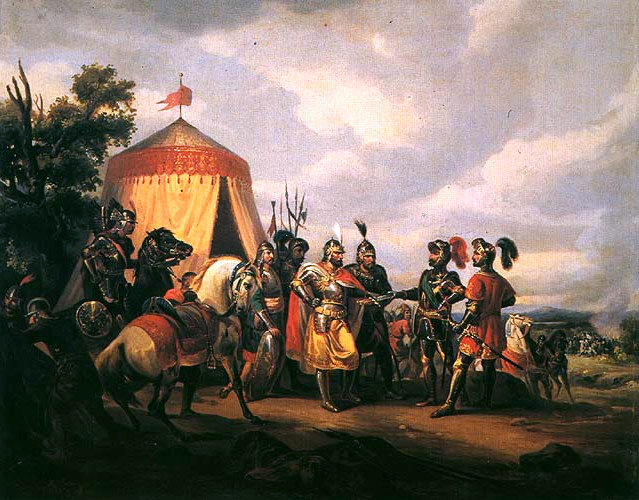
„Przed bitwą pod Grunwaldem”, Feliks Sypniewski (1852)

Na początku XIII wieku książęta Władysław Odonic, Konrad mazowiecki, Mściwój I gdański, Leszek Biały i Henryk Brodaty prowadzili akcję chrystianizacyjną na terenach pogańskich Prus. Akcję misyjną prowadził opat opactwa cystersów w Łeknie i zakon rycerski braci dobrzyńskich, powołany w tym celu przez księcia Konrada. Akcje te – podobnie jak akcja biskupa Chrystiana w oparciu o fundację dobrowską – nie przyniosły jednak spodziewanych efektów.
W tej sytuacji w 1226 roku książę mazowiecki Konrad zaprosił, za namową Jadwigi Śląskiej, na swoje ziemie zakon krzyżacki, oddając mu w dzierżawę ziemię chełmińską, gdzie zakon znalazł dogodną bazę do walk z plemionami Prusów, które zagrażały ciągłymi najazdami północnym rubieżom Mazowsza. Cesarz Fryderyk II oraz papież Grzegorz IX oficjalnie zezwolili zakonowi założyć swoje własne księstwo na terenach odebranych Prusom. Formalnie księstwo to miało stać się częścią Świętego Cesarstwa Rzymskiego i jednocześnie lennem książąt mazowieckich.
Oprócz napływania kolejnych braci i kolonistów niemieckich, zakon otrzymał wsparcie papieża – wyprawy przeciw Prusom zyskały rangę krucjat, w których brali udział także polscy książęta. W 1235 do Krzyżaków przyłączyli się bracia dobrzyńscy, a w 1237 zakon kawalerów mieczowych zawarł z nimi sojusz polityczno-militarny, będący właściwie unią tych dwóch zakonów.
W XIII wieku stosunki polsko-krzyżackie były dobre, lecz wiek XIV – wraz ze wzrostem potęgi zakonu – przyniósł zmianę. Będąc królem Polski, Wacław II Czeski zawarł z Brandenburczykami umowę, na mocy której miał oddać Pomorze Gdańskie w zamian za Nową Marchię. Ostatecznie do zamiany nie doszło z powodu śmierci króla, jednak w 1308 Brandenburgia postanowiła skorzystać ze słabości państwa Władysława Łokietka i zajęła Pomorze. Książę zmuszony był zwrócić się o pomoc do Krzyżaków, którzy wyparli najeźdźców. Za swoją pomoc zażądali jednak wysokiej zapłaty, przewyższającej wartość odbitych ziem. Wobec odmowy zapłaty przez Władysława zagarnęli całe Pomorze Gdańskie w 1309 roku. Osłabiona w tym czasie Polska, podzielona wciąż na dzielnice, nie była w stanie natychmiast przeciwstawić się agresji, co spowodowało utratę tych ziem na długie lata.
W 1320 roku królem Polski został Władysław I Łokietek, który wygrał proces z Krzyżakami przed sądem papieskim w Inowrocławiu. Wyrok z 1321 roku nakazał im zwrot Pomorza Gdańskiego Polsce, ale zakon, mimo polskich akcji dyplomatycznych i orzeczeń sądów papieskich, nie zamierzał zwrócić tych ziem.
W 1331 doszło do zawarcia groźnego dla Polski sojuszu Jana Luksemburskiego z Krzyżakami. Ci ostatni, licząc na wspólną akcję pod Kaliszem, najechali kraj od północy. Łokietek postanowił zaatakować część ich sił. 27 września 1331 roku doszło do starcia pod Płowcami na Kujawach. Bitwa nie została jednoznacznie rozstrzygnięta, lecz to strona polska zrealizowała swój cel – kampania Krzyżaków na ziemiach polskich została przerwana. Jednak już 9 kwietnia 1332 roku zakon ponownie napadł na Polskę, zagarniając Kujawy i ziemię dobrzyńską.
25 kwietnia 1333 na tronie polskim zasiadł syn poprzedniego króla, Kazimierz. Okazał się władcą niezwykle sprawnie poruszającym się w świecie dyplomacji. W 1335 doprowadził do I Zjazdu Wyszehradzkiego, na którym za cenę 20 tysięcy kop groszy praskich oraz uznanie zwierzchności Jana Luksemburskiego nad Śląskiem, król Czech zrzekł się wszelkich praw do korony polskiej. Oznaczało to ostateczne przekreślenie sojuszu czesko-krzyżackiego. Ponadto usiłowano rozstrzygnąć sprawę utraconych przez Polskę ziem – jednak ponieważ rezultaty nie zadowalały króla polskiego, zdecydował się on na oddanie sprawy pod sąd papieski. Wyrok z 16 września 1339 nakazywał zwrot Kujaw, ziemi dobrzyńskiej i Pomorza Gdańskiego. Był to już drugi wygrany przez stronę polską proces, ale Krzyżacy ponownie nie zgodzili się na oddanie zagrabionych ziem.
Tymczasem zmarł książę Rusi Halickiej Bolesław Jerzy II, który przed śmiercią uczynił swym sukcesorem Kazimierza, co postawiło przed polską polityką zagraniczną nowe wyzwanie. Król musiał dokonać wyboru, gdyż Polska nie była wówczas na tyle silna, by podjąć się walki na dwóch frontach.
Kazimierz Wielki uznał, że lepszym nabytkiem dla Korony byłoby uzyskanie terenów księstwa ruskiego, w związku z czym spór z zakonem należało załagodzić. W tych warunkach doszło w roku 1343 do zawarcia pokoju w Kaliszu, dzięki któremu zapewniony został rozejm, a Polska odzyskała Kujawy i ziemię dobrzyńską. Poza tym Kazimierz Wielki zachował tytuł władcy Pomorza Gdańskiego, co w przyszłości mogło stanowić podstawę do ewentualnych roszczeń ze strony polskiej.
W 1397 na ziemiach zakonu powstała organizacja mająca bronić interesów lokalnego społeczeństwa przed uciskiem krzyżackim: Związek Jaszczurczy. Początkowo swoim zasięgiem obejmował jedynie ziemię chełmińską, z czasem jednak się rozrósł i stał się podstawą dla kolejnej struktury: Związku Pruskiego.
Kolejny kryzys we wzajemnych stosunkach nastąpił w 1401, tuż po zawarciu przez Królestwo Polskie i Wielkie Księstwo Litewskie unii wileńsko-radomskiej. Młodszy brat króla Władysława Jagiełły, Świdrygiełło, przeciwnik porozumienia polsko-litewskiego, stanął na czele buntu przeciw Witoldowi. Postanowił także poszukać wsparcia u Krzyżaków, którzy byli zainteresowani osłabieniem Litwy – jednak znów udało się zapobiec wojnie i w 1404 roku strony zawarły pokój w Raciążku, gdzie Witold przedstawił także polskie postulaty dotyczące kwestii utraconych ziem. Polska odkupiła ziemię dobrzyńską.
Tymczasem powrócił problem Santoka i Drezdenka, gdy w 1402 roku zakon krzyżacki nabył Nową Marchię. Podporządkowanie sobie tych grodów przez państwo zakonne doprowadziło do utwardzenia stanowiska Polski w kwestiach krzyżacko-litewskich. Gdy wielkim mistrzem został zwolennik konfrontacyjnej polityki wobec Polski, Ulrich von Jungingen, wybuch wojny stał się już tylko kwestią czasu.

## Źródła

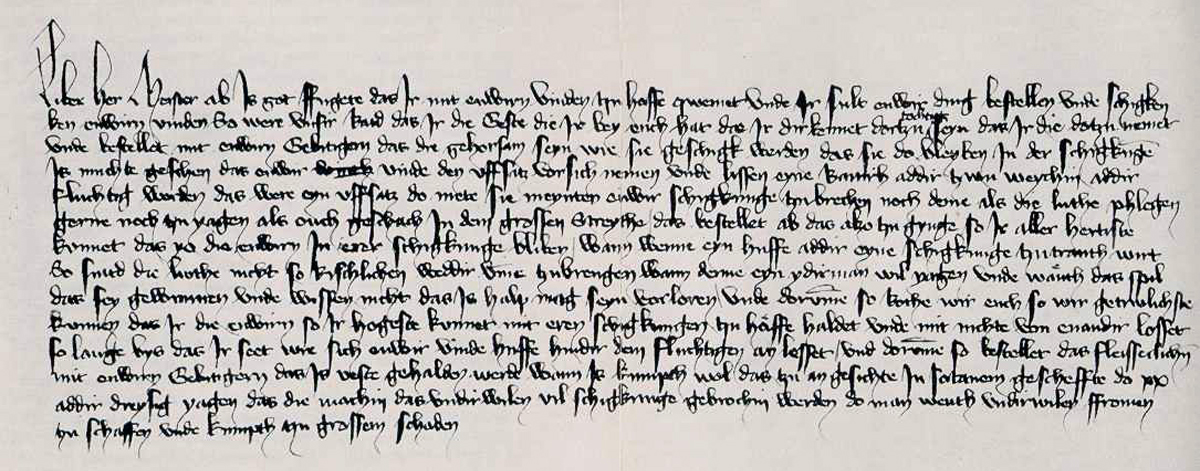
Jedno z zachowanych źródeł dotyczących bitwy odkryte przez szwedzkiego historyka Svena Ekdahla. Anonimowy list datowany między rokiem 1411 a 1413.

Istnieje kilka zachowanych źródeł dotyczących bitwy pod Grunwaldem i większość z nich stanowią źródła polskie. Najważniejszym z nich jest tzw. „Kronika konfliktu” (łac. Cronica conflictus Wladislai regis Poloniae cum Cruciferis anno Christi 1410), która została napisana przez naocznego świadka w roku, w którym bitwa się odbyła. Przypisywana jest ona podkanclerzemu Królestwa Polskiego Mikołajowi Trąbie, późniejszemu arcybiskupowi gnieźnieńskiemu lub sekretarzowi królewskiemu Zbigniewowi Oleśnickiemu późniejszemu kardynałowi i biskupowi krakowskiemu. Kolejnym źródłem jest Kronika Historiae Polonicae  spisana przez Jana Długosza, który batalii grunwaldzkiej poświęcił kolejne dzieło manuskrypt pt. Banderia Prutenorum zawierający obrazy oraz łacińskie opisy flag krzyżackich zdobytych pod Grunwaldem. Niemieckim źródłem jest Kronika Johanna von Posilge.

## Przyczyny

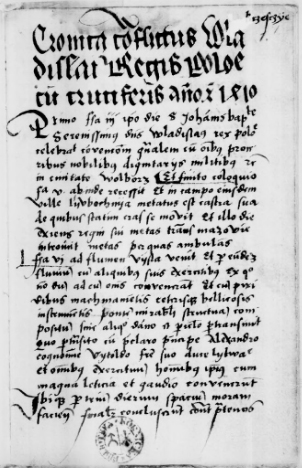
Kronika konfliktu (1410–1411) opisująca wielką wojnę z zakonem krzyżackim

W maju 1409 roku, krzyżacy zatrzymali statki w Ragnecie, które zawierały zboże wysłane na Litwę przez Jagiełłę za zgodą mistrza. W odpowiedzi na to, wojewoda Rambult przekroczył rzekę Niemen i opanował dwa zamki oraz dwa powiaty na Żmudzi. Bunt rozprzestrzeniał się na Żmudzi. Agenci Witolda podróżowali po regionie, wydając rozkazy dotyczące prac nad drogami i przygotowań do wojny. Wreszcie wiosną 1409, dzięki zabiegom wielkiego księcia litewskiego Witolda, wybuchło antykrzyżackie powstanie na Żmudzi, a bojarzy pod przywództwem Witolda połączyli swoje siły i opanowali cały region w imieniu wielkiego księcia. Bojar Rambult został mianowany kasztelanem Żmudzi i obsadzał swoich podkomorznych w różnych miejscach. Wielki mistrz zakonu, Ulrich von Jungingen, wystąpił do króla Polski, Władysława Jagiełły, o zachowanie neutralności Polski w konflikcie Zakonu z Litwą popierającą Żmudź , w przeciwnym razie grozili wojną. Król odpowiedział, że w tak istotnej kwestii nie może podjąć decyzji bez konsultacji z panami koronnymi i że wyda ostateczną odpowiedź w dniu św. Aleksego tj. 17 lipca. Podczas zjazdu w dniu św. Aleksego w dniu 17 lipca 1409 roku w Łęczycy, omawiano kwestię odpowiedzi, którą planowano przekazać mistrzowi. W spotkaniu uczestniczyli trzej znaczący panowie, w tym arcybiskup gnieźnieński Mikołaj z Kurowa. 1 sierpnia pojechali do Malborka i stwierdzili, że Witold, wielki Książę Litewski, jest nie tylko bratem króla, ale również podlega Królestwu Polskiemu. Uważali, że nie jest właściwe wystawienie go na niebezpieczeństwo. Zaproponowali rozwiązanie, które polegałoby na powstrzymaniu się od wojny i przekazaniu sporów do rozpatrzenia sędziom polubownym, wybranym przez obie strony. Mistrz odpowiedział, że Zakon posiada prawa do Żmudzi, a król i Witold nie mają do niej żadnych roszczeń. Zakon ma zamiar ukarać zdradę Żmudzinów i planuje przeprowadzić atak na tę ziemię. Już 6 sierpnia wysłał Polakom deklarację wojny, a 14 sierpnia król otrzymał w Korczynie wiadomość, że Krzyżacy oblężają Dobrzyń. Stało się to tak szybko, ponieważ Krzyżacy byli całkowicie przygotowani do wojny, nie tylko z Litwą i Żmudzią, ale także z Polską. Ich wojsko było gotowe i rozciągało się wzdłuż granic Polski, począwszy od Nowej Marchii, dalej komturowie słuchowski i tucholski stali przy granicy ziemi zwanej "Krainą". Główne siły zakonu znajdowały się w chełmińskiem. Oczekiwano na posiłki zaciągane w Szczecińskiem, Miśnii, Turyngii, Brunszwiku i Luneburgu, ale były one słabe. Tak czy inaczej w pierwszych dniach sierpnia 1409 roku oddziały zakonne przekroczyły granice Polski, zajęły ziemię dobrzyńską i najechały Kujawy i Wielkopolskę. Dobrzyń został zdobyty po krótkim oporze, Lipno i Rypin zostały złupione i zniszczone, a Bobrowniki, po czterech dniach oblężenia, zostały podbite. W tym czasie do obozu krzyżackiego pod Bobrownikami udał się arcybiskup gnieźnieński Mikołaj Kurowski z polskimi możnymi aby negocjować pokój. Mistrz zakonny odpowiedział, że oczekuje rekompensaty za poniesione koszty i straty dlatego zatrzyma sobie kraj i zamki zabrane. Jeśli Polacy ustąpią mu Złotorię, gotów jest ich ziemię opuścić i zgodzić się na pokój. Nie mając pełnomocnictwa do zawarcia takiej ugody, poselstwo opuściło obóz krzyżacki.
W tym samym czasie mistrz poprowadził swoją armię w okolice Złotorii. Zamek był bombardowany przez 8 dni i w końcu zdobyty, a obrońców odeskortowano do Prus, choć większość poległa w wyniku bombardowań i najazdów. Jednocześnie armia krzyżacka i gdzie indziej nie pozostawała bezczynna. Gubernia Nowemarchijska przeprowadziła kilka ataków na sąsiednie państwo polskie, w szczególności próbowała oczyścić terytorium Drezdenka. Komturowie człuchowski i tucholski w ciągu 8 dni zniszczyli ziemie polskie, obrócili w popiół miasta Sępólno Krajeńskie i Kamin należące do arcybiskupa gnieźnieńskiego, zdobyli zamek bydgoski i miasto. Komturowie ostródzki i brandenburski splądrowali ziemie księcia Jana Mazowieckiego i zabrali bogaty łup w postaci koni i bydła. Do potyczki z Polakami nie doszło. Tylko książę mazowiecki Jan wraz z Rusinami i Tatarami wpadli na ziemię krzyżacką pod Działdowem i spalili 14 wsi.
Jagiełło szybko odzyskał Kujawy i odbił Bydgoszcz, ale działania militarne kampanii 1409 roku na tym zakończono. 8 października 1409 roku pod zamkiem bydgoskim zawarto rozejm, który miał obowiązywać „do dnia św. Jana”  – 24 czerwca 1410 roku. W umowie pośredniczyli książęta śląscy przysłani przez króla czeskiego Wacława: wrocławski, świdnicki i oleśnicki. Na mocy rozejmu ziemia dobrzyńska pozostała w rękach krzyżackich, a spór miał rozstrzygnąć król czeski. Zapisy rozejmu, z pozoru bardzo korzystne dla strony krzyżackiej, dawały Jagielle czas na zorganizowanie wyprawy wojennej w roku następnym. W Krakowie i Malborku rozpoczęto przygotowania do decydującego starcia. Obie strony położyły nacisk na działania dyplomatyczne. Krzyżacy już w grudniu 1409 roku zawarli sojusz z królem węgierskim, Zygmuntem Luksemburskim, który usiłował rozbić unię polsko-litewską. Po stronie Zakonu opowiedzieli się książęta Pomorza Zachodniego, którzy jednak wkrótce się podzielili: książęta szczecińscy pozostali po stronie Zakonu, a Kazimierz V wziął udział w bitwie po stronie krzyżackiej, natomiast książę słupski Bogusław VIII Magnus przeszedł na stronę Polski i posiłkował stronę polską pod Grunwaldem. Pospieszyli też liczni rycerze z zachodniej Europy. Państwa Unii zawarły pokój z Wielkim Księstwem Moskiewskim oraz przymierze z Mołdawią. Gotowość pomocy zaoferował pretendent do tronu tatarskiego, lennik wielkiego księcia Witolda, chan Złotej Ordy Dżalal ad-Din, syn Tochtamysza. Wszystkie strony dokonały zaciągu rycerzy. Polacy prowadzili werbunek w Czechach (stąd przybyło niemal 3000 zaciężnych pod wodzą Jana Sokoła) .

## Planowanie
Szczegółowy polski plan wojenny kampanii 1410 roku zaplanowano prawdopodobnie w Brześciu Litewskim w grudniu 1409, podczas narady króla Jagiełły z Witoldem, z udziałem podkanclerzego koronnego Mikołaja Trąby. Główne natarcie postanowiono skierować na Malbork z zamiarem zmuszenia Zakonu do podjęcia walnej rozprawy. Jako miejsce ostatecznej koncentracji wojsk wybrano Czerwińsk nad Wisłą.

## Przygotowania militarne

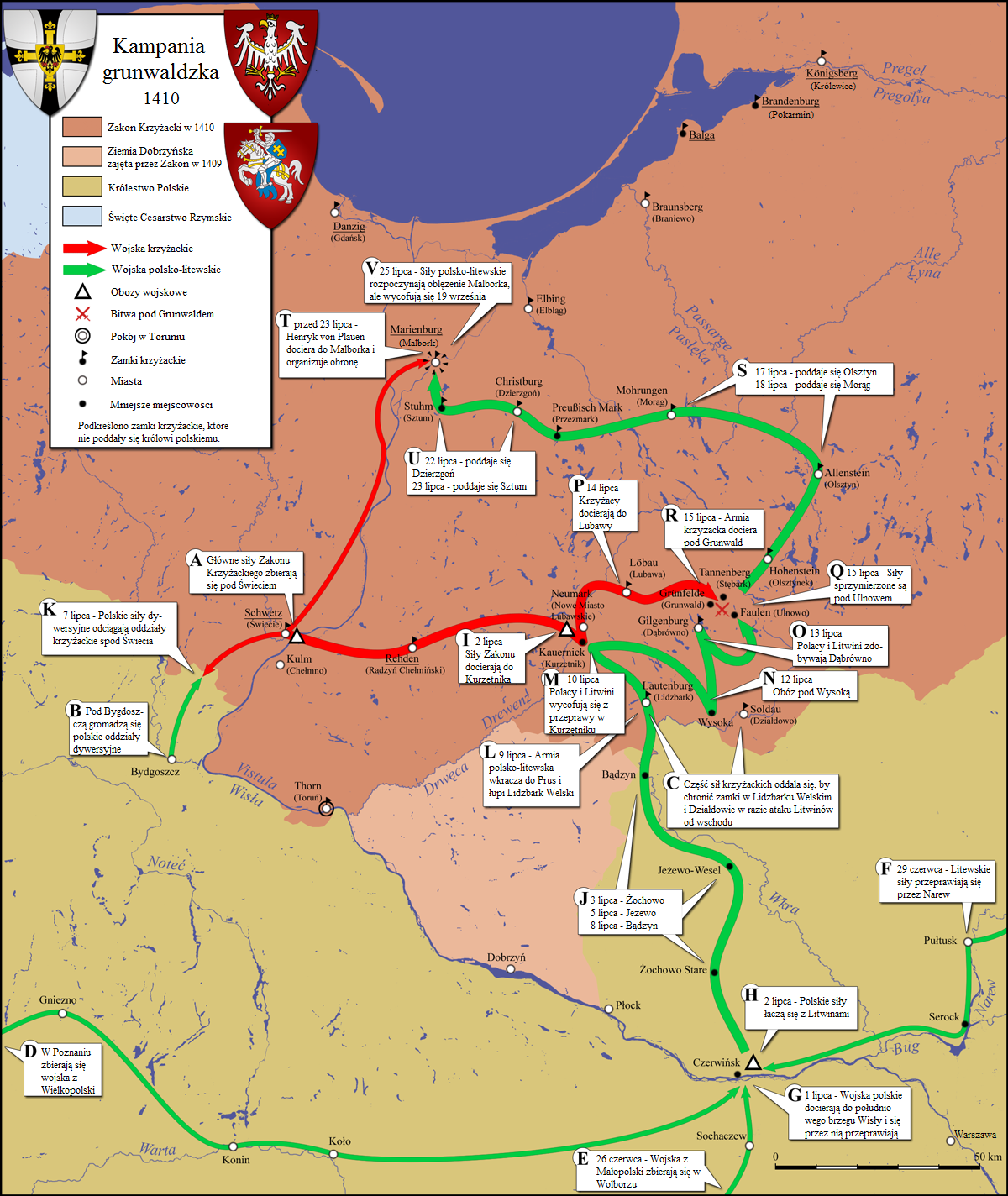
Mapa kampanii grunwaldzkiej latem 1410 roku

Zakon był świadom przygotowań strony polsko-litewskiej i spodziewał się dwukierunkowego ataku – Polaków na Pomorze Gdańskie i Litwinów w kierunku Żmudzi. By odeprzeć to zagrożenie, Ulrich von Jungingen skoncentrował część swych sił pod Świeciem, pozostawiając jednocześnie znaczną część swej armii w zamkach na wschodzie – w Ragnecie w pobliżu Giżycka i Memelu (Kłajpeda). Polacy i Litwini nadal ukrywali swoje intencje, organizując kilka rajdów głęboko na terytorium wroga. Ulrich von Jungingen poprosił o przedłużenie rozejmu do 4 lipca, by mogli przybyć zaciężni z zachodniej Europy. Strona polsko-litewska miała wystarczająco dużo czasu, żeby zebrać siły.
30 czerwca 1410 oddziały z Wielkopolski i Małopolski przekroczyły pod Czerwińskiem Wisłę, po moście pontonowym, i 2 lipca połączyły się z siłami z Mazowsza i Litwy. Połączone wojska dzień później podjęły marsz, pozorując atak na zajętą przez Krzyżaków w roku poprzednim ziemię dobrzyńską, ale po tygodniu wkroczyły na terytorium zakonu krzyżackiego, kierując się wprost na stolicę zakonu w Malborku. Krzyżacy zostali całkowicie zaskoczeni.
5 lipca doszło do potyczki wojska pod dowództwem Janusza Brzozogłowego, który pokonał krzyżacką załogę Świecia. Następnie do Jagiełły przybyli posłowie Zygmunta Luksemburczyka, którzy proponowali przeprowadzenie sądu polubownego z udziałem króla Węgier. Jagiełło postawił jednak twarde warunki w przewidywaniu, że Krzyżacy je odrzucą. (W obecności posłańców węgierskich, 6 lipca, Witold przeprowadził przegląd wojsk.) Ulrich von Jungingen odpowiedział, że uczyni wszystko, by zniszczyć siły przeciwnika. 7 lipca wojska polsko-litewskie zajęły Bądzyn, ujawniając tym samym, iż zmierzają w głąb terytorium państwa krzyżackiego. Pod Bądzynem zatrzymały się na dwa dni, po czym kontynuowały marsz i 9 lipca weszły na terytorium Prus. Po przebyciu granicy po raz pierwszy podniesiono wszystkie chorągwie i odśpiewano Bogurodzicę. 10 lipca sprzymierzeni wyruszyli ze swojego obozu pod Lidzbarkiem, pozostawiając w nim część sił. Po dwóch milach (ok. 15 km) marszu podjazd polski natknął się na spore siły nieprzyjaciela, które obsadziły przeprawę nad Drwęcą pod Kurzętnikiem. Okazało się, że Ulrich von Jungingen rozpoczął pospieszną koncentrację swoich wojsk przez wycofanie ich spod Świecia i zdecydował się zorganizować linię obrony na rzece Drwęcy.

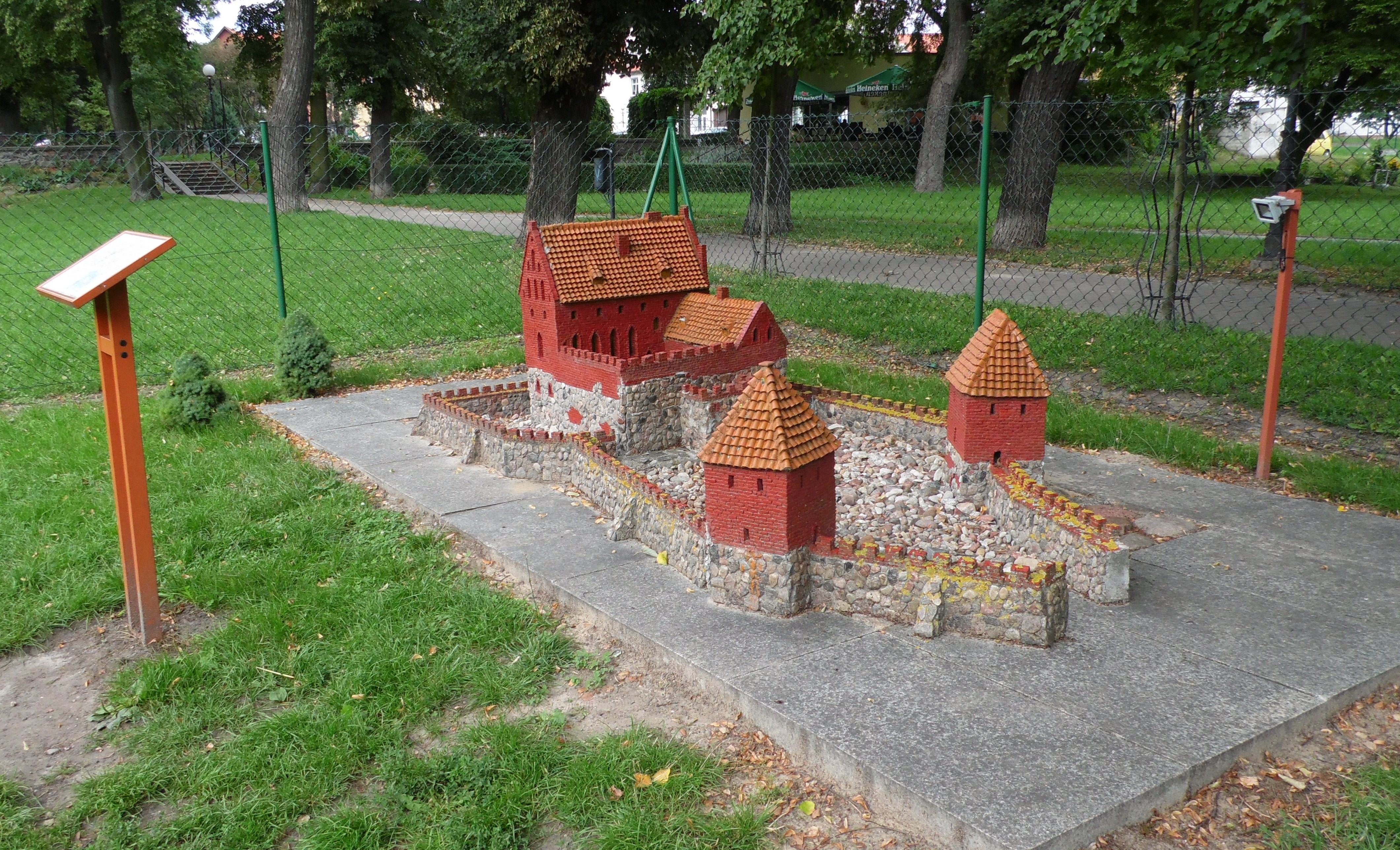
Makieta zamku w Kurzętniku znajdująca się w Parku miniatur zamków krzyżackich Ziemi Chełmińskiej w Chełmnie

Brody przez rzekę były ufortyfikowane przy pomocy palisad, a pobliski zamek w Kurzętniku wzmocniony. Po naradzie z powołaną radą wojenną, Jagiełło postanowił ominąć zastawioną pułapkę i obejść źródła Drwęcy od wschodu. Wojska Unii wycofały się 11 lipca spod Kurzętnika i następnie przez Lidzbark Welski i Działdowo (a ich część, prawdopodobnie oddziały litewskie i tatarskie, również przez Nidzicę) kontynuowały marsz w kierunku Malborka. 13 lipca siły sprzymierzonych dotarły do miasta (i zamku) Dąbrówna, które zostało zdobyte, splądrowane i spalone. Po jednodniowym postoju pod Dąbrównem wojska polsko-litewskie ruszyły, przed świtem 15 lipca, wszystkimi drogami w kierunku Ulnowa i jeziora Lubień na wschód od Grunwaldu, gdzie rozłożyły się obozami. Tymczasem wojska krzyżackie, po odejściu wojsk polsko-litewskich znad Drwęcy, pomaszerowały przez Bratian i Lubawę w kierunku Stębarka, z zamiarem przecięcia drogi wojskom królewskim.

## Pole bitwy
Okolice wiosek Grunwald, Łodwigowo i Stębark to teren pofałdowany, przecięty sporym strumieniem i obfitujący w jeziora, o wzgórzach sięgających nawet 200 m, ale łagodnych w spadku i przedzielonych rozległymi dolinami. Teren był częściowo zalesiony, a wzdłuż dróg ze Stębarku do Łodwigowa rosły rozłożyste dęby. Szata roślinna, w roku 1410 znacznie bogatsza niż obecnie, jak również uformowanie terenu, nie pozwalały zorientować się co do jakości i ilości wojsk przeciwnika, których po prostu nie było widać. Ulrich von Jungingen wybrał więc pole bitwy dobrze, gdyż znakomicie nadawało się ono do przygotowywania zasadzek i niespodziewanych manewrów. Jednak teren nieprzejrzysty dla Polaków i Litwinów nie stawał się przejrzystszym dla Krzyżaków – pojął to również Jagiełło, który z Witoldem i towarzyszącymi im rycerzami objeżdżał okolicę rankiem 15 lipca.

## Przebieg bitwy

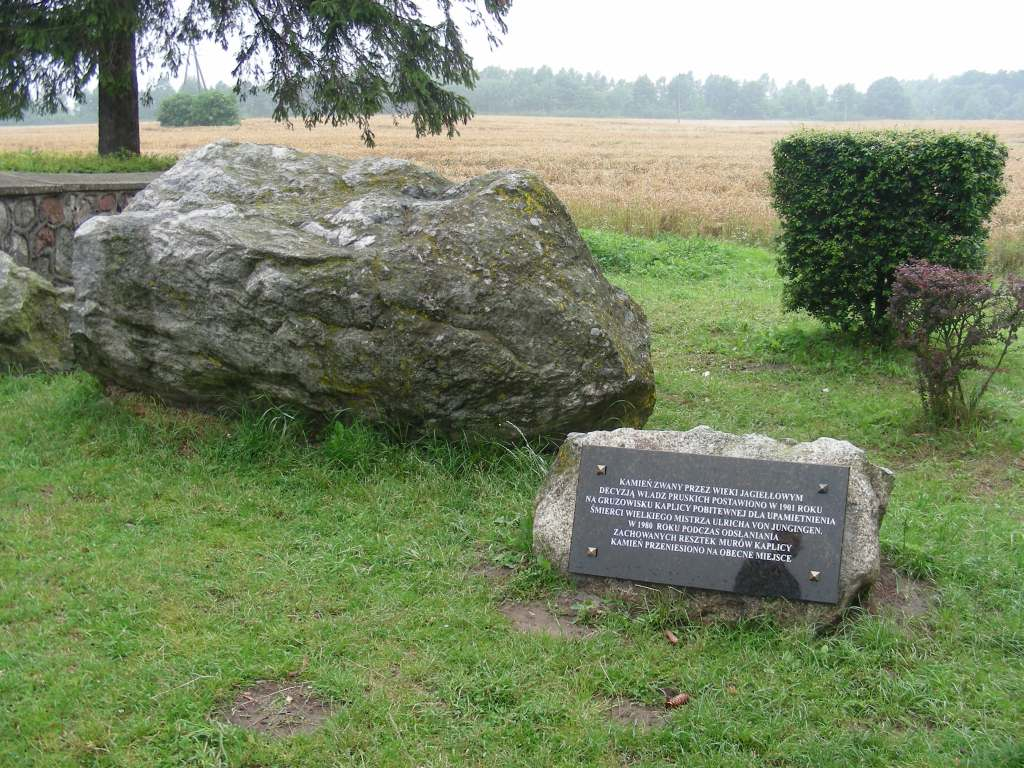
Kamień Jagiełły

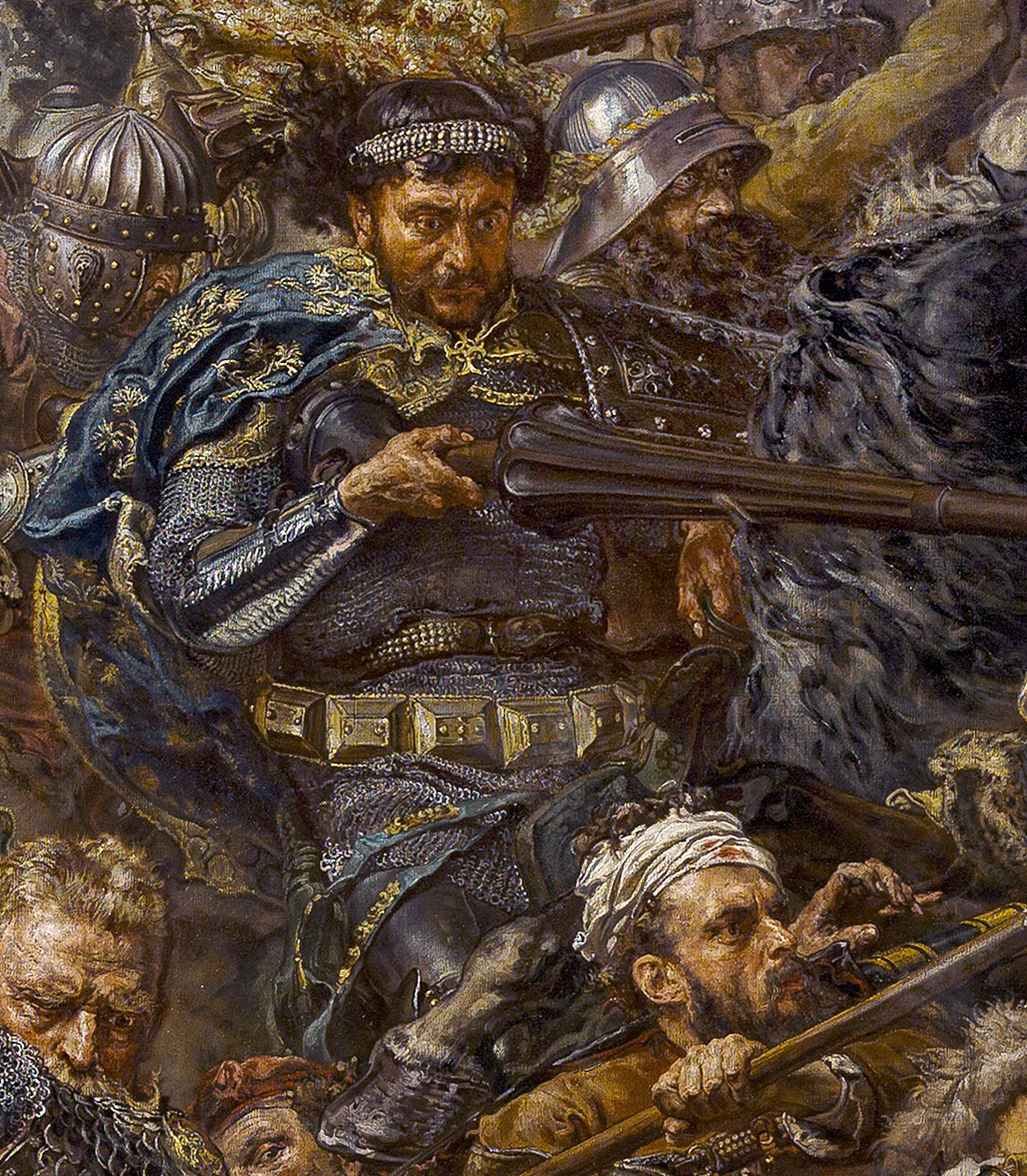
Zawisza Czarny z Garbowa na obrazie Matejki

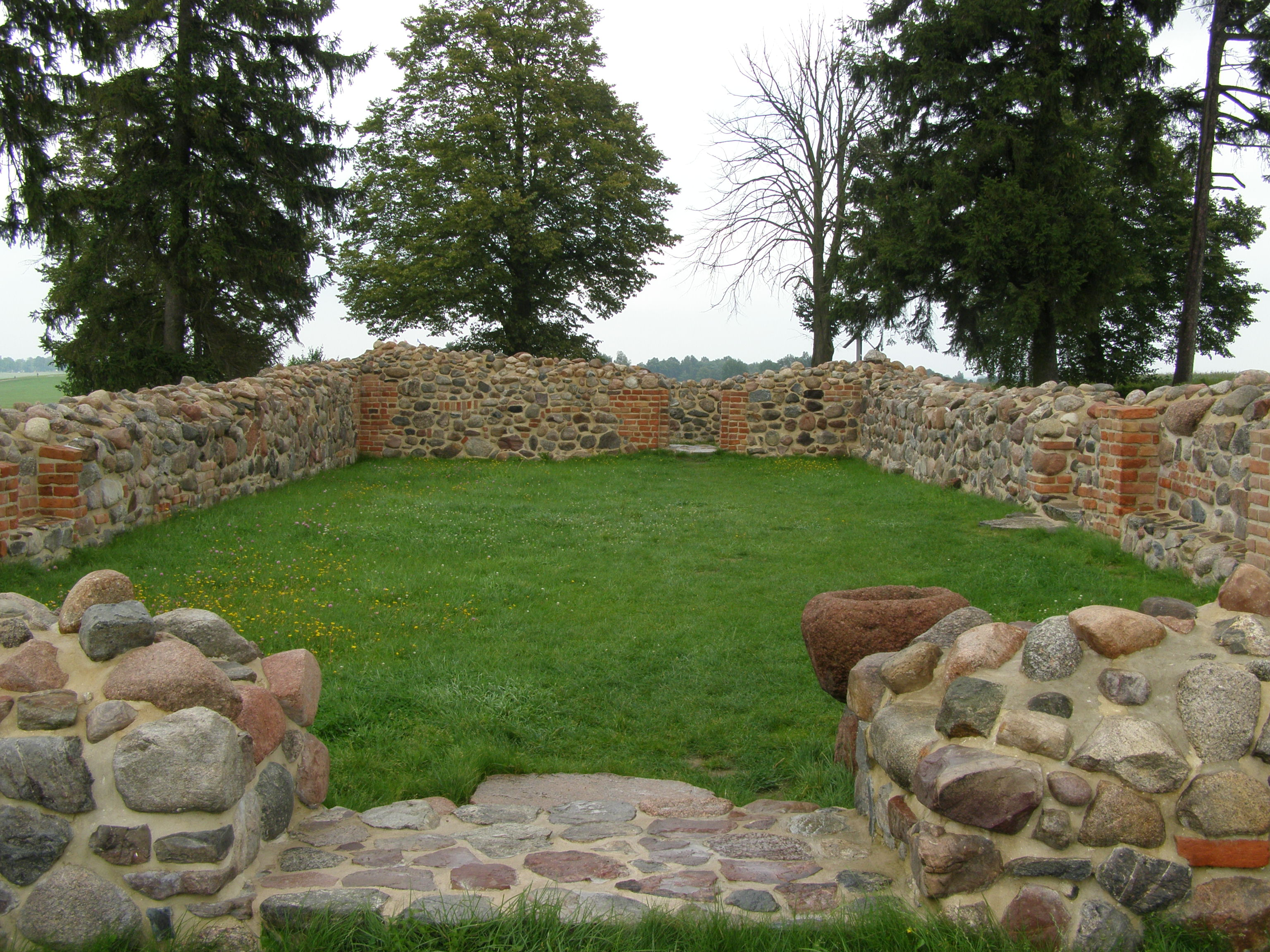
Ruiny kaplicy wzniesionej w miejscu pochówku poległych w czasie bitwy

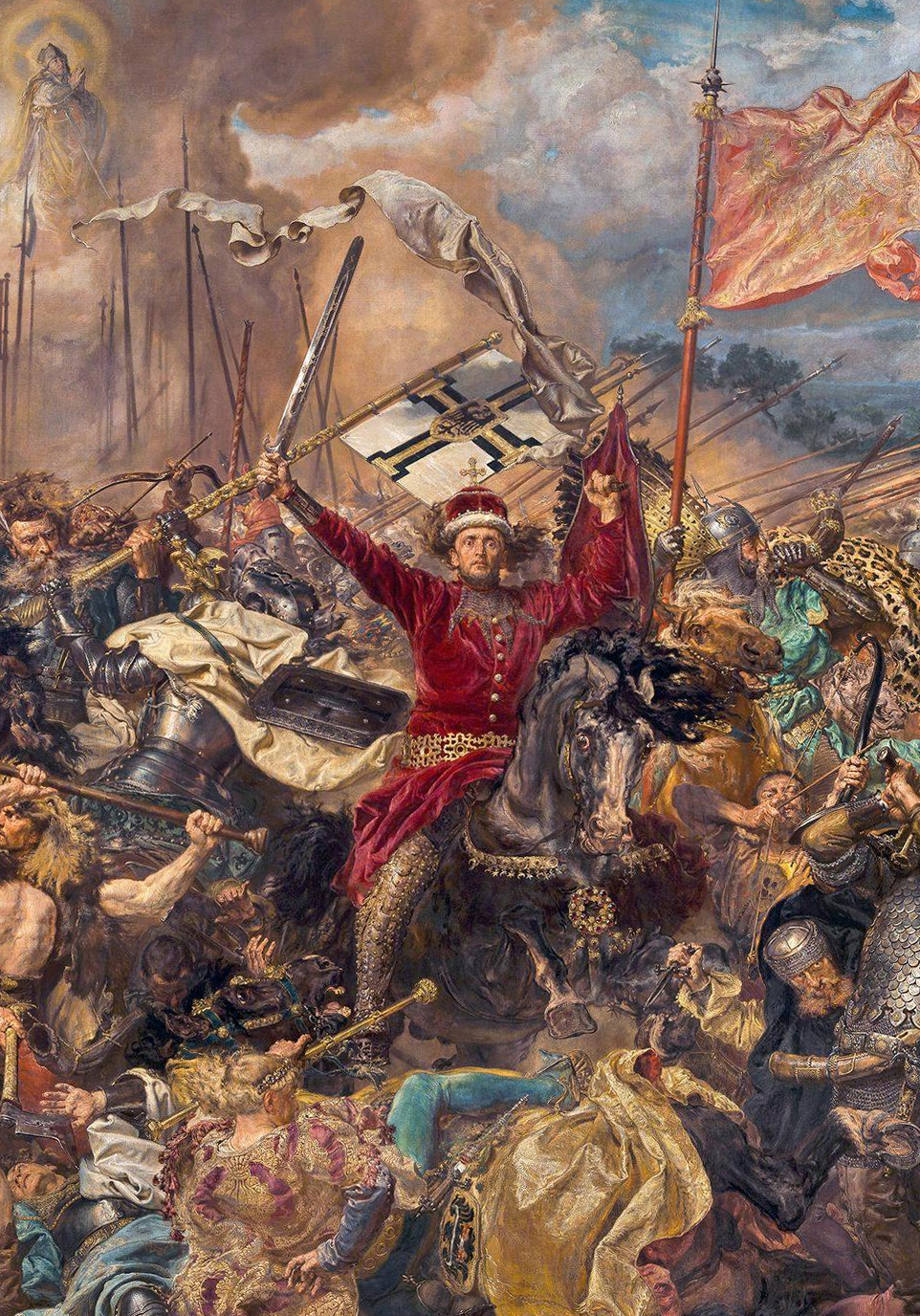
Witold w wyobrażeniu Jana Matejki. Na obłoku przedstawiony jest święty Stanisław

Rankiem 15 lipca 1410 roku obie armie stanęły naprzeciw siebie. Wojska polskie i litewskie rozlokowane były na wschód od Łodwigowa i Stębarka, na skraju i częściowo w lasach, w pobliżu jeziora Lubień. Lewe skrzydło tworzyły główne siły polskie, pod dowództwem marszałka Zbigniewa z Brzezia i składały się w większości z ciężkiej jazdy. Prawe skrzydło wojsk koalicji tworzyło rycerstwo z Wielkiego Księstwa Litewskiego, pod dowództwem wielkiego księcia Witolda, składające się w większości z lekkiej kawalerii. Wśród sił prawego skrzydła były chorągwie z całej Litwy, jak również posiłkowe oddziały Tatarów, prowadzone przez chana Dżalal ad-Dina, oddziały mołdawskie przysłane przez hospodara Aleksandra Dobrego oraz prawdopodobnie oddziały serbskie. Centrum stanowiły zaciężne rycerstwo z Czech i Śląska oraz trzy chorągwie smoleńskie. Całością wojsk unii dowodził król Władysław Jagiełło.
Jak podaje Jan Długosz, przed rozpoczęciem batalii trzystu najemnych żołnierzy czeskich wycofało się bez wiedzy króla z pola bitwy. Zawrócili jednak, gdy podkanclerzy Królestwa Polskiego, Mikołaj Trąba, napotykając ich na swojej drodze, wypomniał im strach przed wojskami zakonnymi . Mimo to podczas bitwy najemnicy z Czech i Moraw z chorągwi św. Jerzego prawdopodobnie ponownie opuścili plac boju, za namową swojego chorążego Jana Sarnowskiego. Również tym razem dostrzegł ich Mikołaj Trąba i oskarżył Jana o zdradę.
Bitwa rozpoczęła się około 9 rano . Naprzeciw wojsk wielkiego mistrza – ...a dzieliła ich nawzajem od siebie odległość jednej strzały  – stały ukryte w lasach armie sprzymierzonych. Długie wyczekiwanie w pełnym słońcu sprowokowało wielkiego mistrza do wysłania emisariuszy z prowokacyjnym podarunkiem: dwoma nagimi mieczami. Długosz tak opisuje ten fakt: Wielki mistrz pruski Ulryk posyła tobie i twojemu bratu... dwa miecze, ku pomocy, byś z nim i z jego wojskiem mniej się ociągał i odważniej, niż to okazujesz, walczył, a także żebyś dalej się nie chował i, pozostając w lasach i gajach, nie odwlekał walki . Niedługo potem całe wojsko królewskie zaśpiewało donośnym głosem ojczystą pieśń Bogurodzicę, a potem wznosząc kopie rzuciło się do walki . Aby w ferworze walki można było rozpoznać się na polu bitwy, ustalono hasła, które brzmiały: Kraków, Wilno .
W przebiegu bitwy można wyróżnić pięć faz:
- na początku bitwy lekka jazda litewska i tatarska uderzyła na artylerię i piechotę krzyżacką. Artyleria zakonu zdołała oddać dwie salwy i nie wzięła udziału w dalszej części bitwy.
- II faza bitwy rozpoczęła się atakiem jazdy krzyżackiej na prawe i lewe skrzydło armii polsko-litewskiej i zderzeniem się ciężkiej jazdy obu stron. W efekcie powstały dwa ośrodki walki: prawe skrzydło wojsk litewskich przeciwko Krzyżakom w okolicach Stębarku i lewe skrzydło wojsk polskich przeciw krzyżackim siłom głównym. Ta faza bitwy trwała około godziny.
- III faza bitwy powstała, kiedy jazda krzyżacka odepchnęła w zażartej walce wojska litewskie (40 chorągwi) pod wodzą księcia Witolda w kierunku lasu i w efekcie nastąpiło załamanie się skrzydła litewskiego. Ta tzw. ucieczka Litwinów (według niektórych źródeł początkowo pozorowana) związała w pościgu poważne siły zakonne. Oddziały te wróciły na główne pole bitwy, przekonane o zwycięstwie zakonu, gdy wojska polskie na lewym skrzydle brały górę nad zakonnymi. W tej fazie bitwy Krzyżacy nieomal zdobyli wielką chorągiew królestwa i zaczęli nawet śpiewać pieśń zwycięstwa („Chrystus zmartwychwstał”, niem. Christ ist erstanden). Wówczas ...walczący pod nią rycerze podnieśli ją natychmiast... i pragnąc zetrzeć haniebną zniewagę, w najzaciętszy sposób atakują wrogów i rozbijają ich kompletnie[25] . Faza ta trwała 2–3 godziny.
- w IV fazie nastąpił atak odwodu 16 chorągwi wielkiego mistrza oraz walka w centrum i na lewym skrzydle polskim. Z kolei atak odwodów polskiej jazdy rozerwał zasadniczy korpus sił krzyżackich oraz umożliwił przeprowadzenie decydującego ataku odwodów lekkiej jazdy ukrytej w zaroślach. Nastąpiło okrążenie i klęska wojsk krzyżackich. Faza ta trwała od 1 do 2 godzin.
- V fazą było zdobycie taborów i obozu krzyżackiego oraz bój pościgowy za uciekającymi wojskami krzyżackimi.

„Bitwa (...) zaczęła się na trzy godziny przed południem, a zakończyła na niespełna godzinę przed zachodem słońca (9.00–19.00) . Przewagę na placu boju miały praktycznie cały czas (oprócz fazy III, kiedy nieco zaskoczone siły polsko-litewskie dały się zepchnąć do defensywy) wojska dowodzone przez króla Polski.
|  |  |
|  |  |

## Znaczenie bitwy
Wynik bitwy miał istotny wpływ na ówczesne stosunki polityczne, ponieważ wyniósł dynastię jagiellońską do rangi najważniejszych w Europie. Według niektórych badaczy (np. Stefan Maria Kuczyński, Paweł Jasienica), zwycięstwo odniesione głównie siłami polskimi, spowodowało pewien kryzys w stosunkach polsko-litewskich i miało wpływ na postawę króla, który obawiając się dalszego wzrostu znaczenia Korony w Unii miał opóźniać pościg za niedobitkami wojsk zakonu krzyżackiego i nie zdobył Malborka. Nowością było wykorzystanie przez wojska królewskie w przeprawie przez Wisłę średniowiecznego odpowiednika mostu pontonowego. Wielu zaproszonych przez zakon rycerzy miało odmówić udziału w bitwie widząc dysproporcję sił i przeczuwając jego porażkę.

Gotycki relikwiarz wykonany w Elblągu w 1388 dla komtura krzyżackiego Dagistra von Loricha, zdobycz wojenna króla Władysława Jagiełły po bitwie pod Grunwaldem ofiarowana katedrze w Gnieźnie

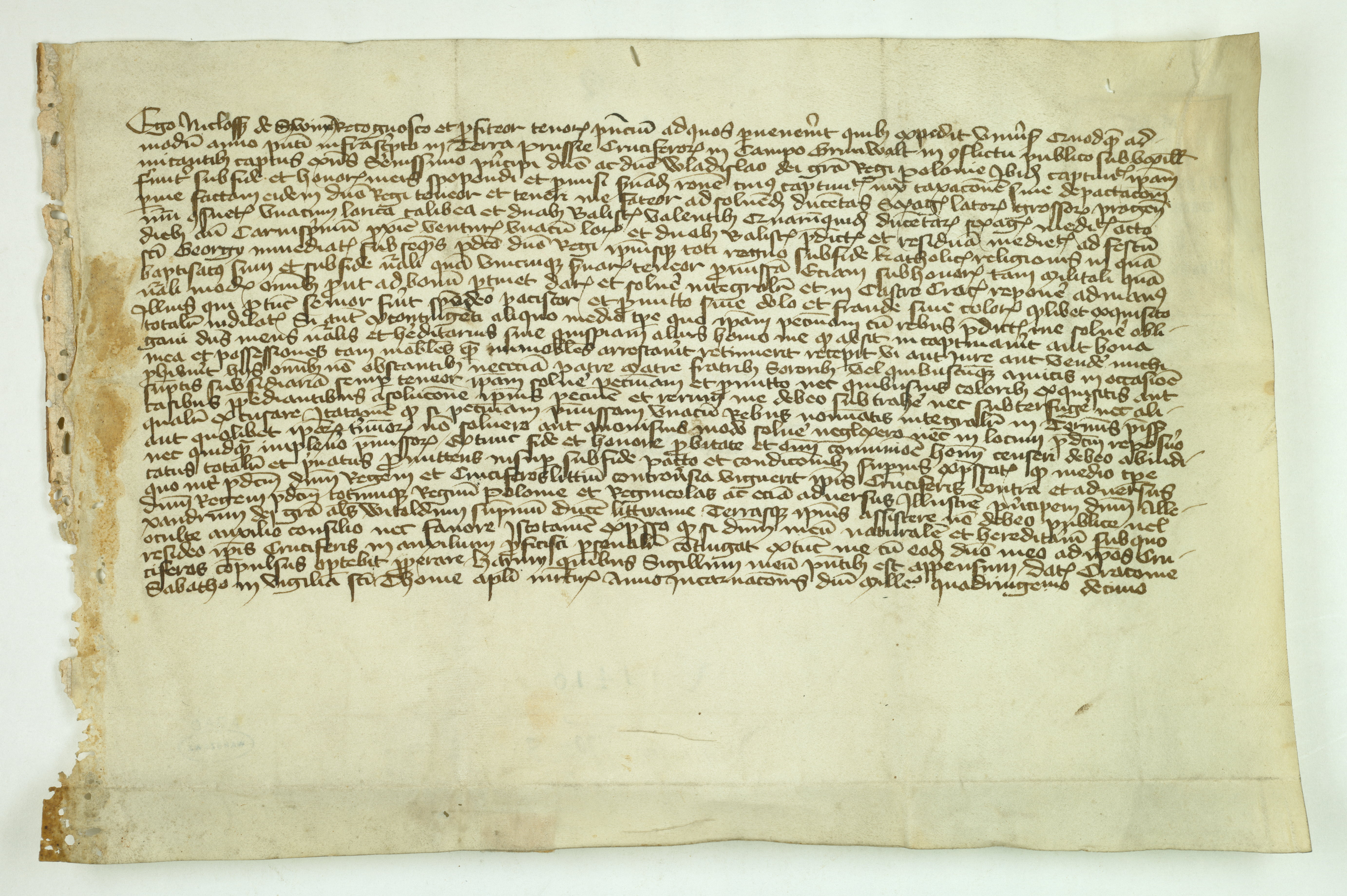
Rycerz Niklosz zobowiązuje się wobec króla Władysława Jagiełły zapłacić wykup z niewoli, do której trafił w czasie bitwy pod Grunwaldem (dokument przechowywany w AGAD).

Wiadomo, że król Władysław Jagiełło polecił odnaleźć zwłoki wielkiego mistrza Ulricha von Jungingena i co ważniejszych braci zakonnych, aby odesłać je z honorami do Malborka. Trofeami wojennymi było przede wszystkim 51 chorągwi krzyżackich. Szczegółowy ich opis wraz z ilustracjami podał Jan Długosz w swoim dziele Banderia Prutenorum, spisanym w XV wieku. Część z nich została przyznana księciu Witoldowi, te zaś, które trafiły do wawelskiej katedry zostały w 1797 wywiezione przez Austriaków do Wiednia i ślad po nich zaginął. W 1937, na podstawie opisów z dzieła Długosza, chorągwie zostały zrekonstruowane i umieszczone na Wawelu. Podczas okupacji niemieckiej hitlerowcy wywieźli je do zamku malborskiego. Kolejnym trofeum były słynne dwa nagie miecze ofiarowane Jagielle przez Krzyżaków (przechowywane były w wawelskim skarbcu, później trafiły do kolekcji Izabeli Czartoryskiej w Puławach, lecz w 1853 zostały wywiezione do Rosji i ślad po nich zaginął).
W bibliografii niemieckiej bitwa pod Grunwaldem występuje jako bitwa pod Tannenbergiem (Schlacht bei Tannenberg). Obecna nazwa tej miejscowości to Stębark.
Ważniejsi jeńcy krzyżaccy wzięci do niewoli w 1410 byli przetrzymywani w oczekiwaniu na okup na zamku Tenczyn pod Krakowem .
Powrót Jagiełły do stolicy nastąpił dopiero w szesnaście miesięcy po bitwie, gdyż król kontynuował działania wojenne oraz oczekiwał orzeczenia słuszności prowadzonej wojny z zakonem od papieża Jana XXIII (później uznanego za antypapieża). Pomyślny wyrok Rzymu zastał monarchę w Niepołomicach, gdzie natychmiast przystąpiono do przygotowania uroczystego wjazdu władcy do Krakowa. Miał on mieć charakter pielgrzymki. W dniu 25 listopada 1411 roku Jagiełło wyruszył pieszo z Niepołomic i szedł przez Wieliczkę i Kazimierz, otoczony wyższym duchowieństwem i rycerstwem. Przed procesją niesiono zdobyte pod Grunwaldem krzyżackie chorągwie. Na Kazimierzu wstępowano po drodze do tamtejszych kościołów. Następnie zatrzymano się na dłużej na Skałce, aby oddać hołd św. Stanisławowi – patronowi Polski. Później orszak królewski udał się na Wawel, gdzie podczas uroczystości kościelnych zawieszono zdobyczne chorągwie wokół grobu św. Stanisława na ścianach nawy głównej katedry wawelskiej. Ceremonia ta zakończyła krakowskie uroczystości ku czci zwycięstwa, które dały początek tradycji obchodów grunwaldzkich .
Pole bitwy dotychczas nie doczekało się systematycznego przebadania pod względem archeologicznym. Istnieją dziewiętnastowieczne doniesienia o różnych przypadkowych odkryciach – np. w kościele w Stębarku przechowywano kilka kamiennych kul armatnich i elementy zbroi, a w zamku w Dąbrównie znaleziono siekierę bitewną i inne fragmenty zbroi. Polskie badania archeologiczne rozpoczęły się w 1958 i trwały do lat 90., lecz objęły niewielką część pobojowiska, m.in. nie odnaleziono wspomnianego przez kronikarzy miejsca pochówku kilkuset znaczniejszych rycerzy obu stron w okolicach stębarskiego drewnianego kościoła i nie przebadano pobliskich bagien, gdzie podobno zginęło wielu uciekinierów z pola walki. Odnaleziono kilka zbiorowych mogił w pobliżu ruin kaplicy wzniesionej przez Krzyżaków po bitwie. Szkielety nosiły ślady po ciosach zadanych mieczem, toporem lub po trafieniach bełtami z kuszy.

## Uczestnicy bitwy pod Grunwaldem

### Strona polska
Rycerstwo polskie zorganizowane było w 50 chorągwiach, wśród których znajdowali się także zaciężni Czesi (Jan Žižka), Morawianie (Jan Sokol z Lamberka), Ślązacy, Szwajcarzy i lennicy polscy (Hospodarstwo Mołdawskie, księstwo mazowieckie, księstwo płockie, księstwo bełskie, Podole). Spośród tych wojsk szczególnie wyróżniła się Chorągiew Białego Niedźwiedzia z Chełma, która miała znaczący udział w bitwie (została za to wyróżniona przez Króla Polski Władysława Jagiełłę, który ufundował kościół pw. Rozesłania Apostołów w tym mieście). Litwa przysłała 40 chorągwi, które składały się z oddziałów litewskich i lenników litewskich na Rusi. W ramach wojsk litewskich walczyły także chorągwie złożone z Tatarów, którzy uciekli ze Złotej Ordy oraz oddziały przyprowadzone przez Lingwena z Republiki Nowogrodu oraz z Republiki Pskowskiej. Wśród uczestników tej bitwy, po stronie Królestwa wymieniani są m.in. rycerze: Zyndram z Maszkowic, oboźny wojsk polskich i dowódca wielkiej chorągwi ziemi krakowskiej, Marcin z Wrocimowic, chorąży chorągwi ziemi krakowskiej, Zawisza Czarny i jego brat Jan Farurej z Garbowa, wojewoda krakowski Jan z Tarnowa, Florian z Korytnicy, Paweł Złodziej z Biskupic, Mikołaj Powała z Taczewa, Jarand z Grabi i Brudzewa, Dobiesław z Oleśnicy, Spytek Tarnowski (zm. 1435) oraz Lingwen Olgierdowicz, Zygmunt Korybut, Jerzy Mścisławski, Petulin z Zimnej Wódki.

#### Wojska koronne (wraz z lennikami)

##### Chorągwie główne i dworskie
| Herb | Nazwa                              | Pochodzenie                                                                         | Dowódcy i rycerze |
| ---- | ---------------------------------- | ----------------------------------------------------------------------------------- | --- |
|      | Wielka chorągiew Ziemi Krakowskiej | Małopolska, ziemia krakowska. Jednostka elitarna                                    | pod dowództwem Zyndrama z Maszkowic herbu Słońce, chorąży Marcin z Wrocimowic z rodu Półkoziców. Rycerze przedchorągiewni: Zawisza Czarny z Garbowa herbu Sulima, Jan Farurej z Garbowa herbu Sulima, Florian z Korytnicy herbu Jelita, Domarat z Kobylan z rodu Grzymalitów, Jakub Skarbek z Góry z domu Habdank, Paweł Złodziej z Biskupic z rodu Niesobia, Jan Warszowski z rodu Nałęcz, Stanisław z Charbinowic z rodu Sulima, Jaksa z Targowiska z domu Lisów. |
|      | Chorągiew gończa                   | Dworska chorągiew pościgowa                                                         | pod dowództwem Andrzeja z Brochowic, herbu Ossorya. Rycerze przedchorągiewni: Jan Sumik z Nabroża, Bartosz i Jarosz z Płomykowa z rodu Pomian, Dobiesław Okwia z domu Wieniawa, Czech Zygmunt Pikna |
|      | Chorągiew przyboczna               | Chorągiew dworska rycerzy przybocznych, inaczej chorągiew nadworna (cubiculariorum) | Andrzej Ciołek z Żelechowa herbu Ciołek i Jan ze Sprowy herbu Odrowąż. Rycerze przedchorągiewni: Mszczuj ze Skrzynna z rodu Łabędziów, Aleksander Gorajski z rodu Korczaków, Mikołaj Powała z Taczewa z domu Powałów, Sasin z Wychucza także z domu Powałów, Mikołaj Kiełbasa, Przedpełk z Kopydłowa herbu Dryja, Przyboczni króla Jagiełły: Siemowit Młodszy, książę mazowiecki, syn Siemowita Starszego, rodzony siostrzeniec króla; stryjeczni bracia króla, książę litewski Fieduszko, czyli Teodozjusz, mający nie do pogardzenia oddział spośród krewnych. Również podkanclerzy Królestwa Polskiego, późniejszy arcybiskup gnieźnieński Mikołaj z domu Trąba; Zbigniew z Oleśnicy herbu Dębno (jeszcze nie pasowany), późniejszy biskup krakowski i kardynał; Jan Mężyk z Dąbrowy herbu Wadwic, późniejszy wojewoda lwowski; Bieniawa z Białej; Bieniasz Wierusz z Białej, szambelan, senior pokojowców królewskich z domu Wieruszów, późniejszy podskarbi Królestwa Polskiego; Henryk z Rogowa, herbu Działosza; Zbigniew Czajka z Nowego Dworu herbu Dębno, który niósł włócznię królewską; Dziwisz Marzacki, któremu powierzono w opiekę heroldów krzyżackich, którzy przynieśli dwa nagie miecze przed bitwą; Dobiesław Kobyła, starosta pobiedziski; Mikołaj Morawiec z Kunaszówki, herbu Powała (dzierżył proporzec królewski); Daniłko z Rusi (łuk i strzały nosił za królem); Wołczek Rokuta; Jan Solawa, pan czeski z rodu Towaczów; Piotr Medolański z domu, który ma w herbie dwa lemiesze połączone ze sobą szczytami na niebieskim polu; Czech Jan Sokół i wielu innych. |
|      | Chorągiew Świętego Jerzego         | Zaciężni rycerze z Czech, Moraw i inni                                              | Jan Sokol z Lamberka i Zbislávek, chorąży Czech Jan Sarnowski, Zygmunt Rakowiec z Rankowa. |

##### Chorągwie regionalne
| Herb | Nazwa                          | Pochodzenie                                                | Dowódcy i rycerze                                                        |
| --- | ------------------------------ | ---------------------------------------------------------- | ------------------------------------------------------------------------ |
| | Chorągiew ziemi poznańskiej    | województwo poznańskie                                     |                                                                          |
| | Chorągiew ziemi sandomierskiej | województwo sandomierskie                                  |                                                                          |
| | Chorągiew kaliska              | województwo kaliskie                                       |                                                                          |
| znak, w którego jednej połowie znajdowało się pół białego orła na czerwonym polu, a w drugiej połowie pół ognistego lwa na białym polu         | Chorągiew ziemi sieradzkiej    | województwo sieradzkie                                     |                                                                          |
| znak jelenia z rozłożystymi rogami na czerwonym polu                                                                                           | Chorągiew ziemi lubelskiej     | ziemia lubelska                                            |                                                                          |
| znak mieścił połowę czarnego orła i połowę białego lwa z koronami na głowach na żółtym polu                                                    | Chorągiew ziemi łęczyckiej     | województwo łęczyckie                                      |                                                                          |
| znak, na którym w jednej połowie było pół czarnego orła na żółtym polu, a w drugiej połowa białego lwa na czerwonym polu z koronami na głowach | Chorągiew kujawska             | województwo brzesko-kujawskie i województwo inowrocławskie |                                                                          |
| | Chorągiew lwowska              | ziemia lwowska                                             |                                                                          |
| | Chorągiew wieluńska            | ziemia wieluńska                                           | rycerze wieluńscy, żołnierze najemni ze Śląska i Czech, Maćko z Prudnika |
| | Chorągiew przemyska            | ziemia przemyska                                           |                                                                          |
| znak na żółtym polu twarz starego człowieka widoczna aż do ramion z głową w koronie z rogami, które nadawały jej surowości.                    | Chorągiew dobrzyńska           | ziemia dobrzyńska                                          |                                                                          |
| | Chorągiew chełmska             | ziemia chełmska                                            |                                                                          |
| | Chorągwie podolskie            | Podole                                                     | Podzielona na trzy chorągwie ze względu na liczebność rycerzy            |
| | Chorągiew halicka              | ziemia halicka                                             |                                                                          |

##### Chorągwie książąt mazowieckich
| Herb | Nazwa                                     | Pochodzenie                                                                                         | Dowódcy i rycerze |
| ---- | ----------------------------------------- | --------------------------------------------------------------------------------------------------- | --- |
|      | Chorągiew księcia mazowieckiego Siemowita | Mazowsze, głównie Księstwo płockie oraz ziemie rawska, gostynińska i wiska                          | Książę mazowiecki Siemowit IV Stanisław Grad herbu Dołęga, wojewoda płocki, pan na Śrzeńsku, Sokołowie pod Gostyninem i Staroźrzebach; Jędrzej z Golczewa herbu Prawdzic, kasztelan płocki; Jędrzej Wydżga z Ostrów chorąży płocki, Paweł kasztelan gostyński, Mściszek z Kossobud herbu Pobóg, podsędek i starosta płocki i inni. |
|      | Chorągiew księcia mazowieckiego Janusza   | Mazowsze, głównie Księstwo czerskie (Warszawa, Czersk, Łomża, Liw, Ciechanów, Wyszogród, Zakroczym) | Książę Janusz I Starszy Pietrz Plikowic Rogala, Wojewoda Mazowiecki, kasztelanowie: Sławiec ze Świdna czerski, Staśko liwski, Mikołaj wyszegrodzki, Jakusz z Radzonowa ciechanowski, brat jego warszewski, chorążowie: Jaśko Plik Rogala czerski, Wigand z Powsina koło Warszewy warszewski, Nadbór z Opinogóry ciechanowski, Bogorzowie (Bogorja) z Gorzy i Krzu, Baczewski herbu Dołęga, Grzymalici Grzymała i Zaleski, Suski herbu Pomian, herbu Prawdzic: Paszko Radzanowski i jego potomstwo, o nazwiskach: Czebnowski, Kargoszyński, Porycki, Izbiński; Pilchowski herbu Rola, herbu Ślepowron: Gawkowski, Sipniewski, Grochowarski, herbu Trzaska (de Tyszki) Ponikiewski, Srzednicki herbu Wieniawa, Białobrzeski herbu Wierzbowa, herbu Gozdawa Gozdawici ze Zdziar, Sądkowam Ostrzykowa, Boleścice albo Jastrzębczyki herbu Jastrzębiec z Przedpełec, Falęcina i Starczewa, Pobożanie ze Starczewa Pobodzem, Sulimczyki z Szawłowa, Bończe z Łubków, Rogalici z Płoni i Pilchowa, Modzelewski (Modzele) i inni. |

##### Chorągwie prywatne
| Herb | Nazwa                                                                          | Pochodzenie                           | Dowódcy i rycerze                                           |
| ---- | ------------------------------------------------------------------------------ | ------------------------------------- | ----------------------------------------------------------- |
|      | Arcybiskupa gnieźnieńskiego Mikołaja Kurowskiego                               | Wielkopolska herb Szreniawa           |                                                             |
|      | Biskupa poznańskiego Wojciecha Jastrzębca                                      | herb Jastrzębiec                      | Jarand z Grabia                                             |
|      | Kasztelana krakowskiego Krystyna z Ostrowa                                     | herb Rawicz                           |                                                             |
|      | Wojewody krakowskiego Jana Tarnowskiego                                        | herb Leliwa                           |                                                             |
|      | Wojewody poznańskiego Sędziwoja Ostroroga                                      | herb Nałęcz                           |                                                             |
|      | Wojewody sandomierskiego Mikołaja z Michałowa                                  | herb Poraj                            |                                                             |
|      | Wojewody sieradzkiego Jakuba z Koniecpola                                      | herb Pobóg                            |                                                             |
|      | Kasztelana śremskiego z Jana (Iwana) z Obiechowa                               | herb Wieniawa                         |                                                             |
|      | Wojewody łęczyckiego Jana Ligęzy z Bobrku                                      | herb Półkozic                         |                                                             |
|      | Kasztelana wojnickiego Andrzeja z Tęczyna                                      | herb Topór                            |                                                             |
|      | Marszałka Królestwa Polskiego Zbigniewa z Brzezia                              | herb Zadora                           |                                                             |
|      | Podkomorzego krakowskiego Piotra Szafrańca z Pieskowej Skały                   | herb Starykoń                         |                                                             |
|      | Kasztelana wiślickiego Klemensa z Moskorzewa                                   | herb Pilawa                           |                                                             |
|      | Kasztelana śremskiego i starosty generalnego Wielkopolski Wincentego z Granowa | herb Leliwa                           |                                                             |
|      | Dobiesława z Oleśnicy                                                          | herb Dębno                            |                                                             |
|      | Spytka z Jarosławia                                                            | herb Leliwa                           |                                                             |
|      | Cześnika kaliskiego Marcina ze Sławska                                         | herb Zaremba                          |                                                             |
|      | Dobrogosta Świdwa z Szamotuł                                                   | herb Nałęcz                           |                                                             |
|      | Kasztelana sądeckiego Krystyna z Kozichgłów                                    | herb Lis                              |                                                             |
|      | Cześnika koronnego Jana Mężyka z Dąbrowy                                       | herb Wadwicz                          |                                                             |
|      | Podkanclerzego Królestwa Polskiego Mikołaja Trąby                              | herb Trąby                            |                                                             |
|      | Mikołaja Kmity z Wiśnicza                                                      | herb Szreniawa                        |                                                             |
|      | braci i rycerzy rodu Gryfów                                                    | herb Gryf                             | podsędek krakowski, rycerz Zygmunt z Bobowej                |
|      | Mikołaja Zakliki Korzekwickiego                                                | herb Syrokomla                        |                                                             |
|      | braci i rycerzy rodu Koźlerogi                                                 | herb Jelita                           | kasztelan wiślicki i starosta przedecki Florian z Korytnicy |
|      | Jana Jenczykowica z Moraw                                                      | ochotnicy z Moraw                     | pod rozkazami Morawianina Helma                             |
|      | Podstolego krakowskiego Gniewosza z Dalewic                                    | Podstoli krakowski Gniewosz z Dalewic | Zaciężni z Czech, Moraw, Śląska                             |

#### Wojsko litewskie (wraz z lennikami z Rusi)

##### Chorągwie ziemskie
| Herb | Nazwa                           | Pochodzenie | Dowódcy i rycerze |
| ---- | ------------------------------- | ----------- | ----------------- |
|      | Chorągiew trocka                |             |                   |
|      | Chorągiew wileńska              |             |                   |
|      | Chorągiew grodzieńska           |             |                   |
|      | Chorągiew kowieńska             |             |                   |
|      | Chorągiew lidzka                |             |                   |
|      | Chorągiew miednicka             |             |                   |
|      | Chorągiew smoleńska             |             | Lingwen Semen     |
|      | Chorągiew smoleńsko-orszańska   |             |                   |
|      | Chorągiew smoleńsko-mścisławska |             |                   |
|      | Chorągiew połocka               |             |                   |
|      | Chorągiew witebska              |             |                   |
|      | Chorągiew kijowska              |             |                   |
|      | Chorągiew pińska                |             |                   |
|      | Chorągiew drohicka              |             |                   |
|      | Chorągiew mielnicka             |             |                   |
|      | Chorągiew nowogródzka           |             |                   |
|      | Chorągiew brzeska               |             |                   |
|      | Chorągiew wołkowyska            |             |                   |
|      | Chorągiew krzemieniecka         |             |                   |
|      | Chorągiew starodubowska         |             |                   |

##### Litewskie chorągwie prywatne
| Herb | Nazwa                                                             | Pochodzenie                           | Dowódcy i rycerze |
| ---- | ----------------------------------------------------------------- | ------------------------------------- | ----------------- |
|      | Chorągwie wielkiego księcia Witolda (prawdopodobnie 10 chorągwi ) |                                       |                   |
|      | Chorągiew księcia Zygmunta Korybuta                               |                                       |                   |
|      | Chorągiew księcia Lingwena Semena                                 | Republika Nowogrodu, Republika Pskowa |                   |
|      | Chorągiew księcia Jerzego Lingwenowicza                           |                                       |                   |

#### Chorągwie złożone z uciekinierów ze Złotej Ordy
| Herb | Nazwa                                   | Pochodzenie | Dowódcy i rycerze         |
| ---- | --------------------------------------- | ----------- | ------------------------- |
|      | Chorągwie tatarskie (prawdopodobnie 7 ) |             | Dżalal ad-Din, Najman-beg |

### Wojska krzyżackie
Zakon krzyżacki wystawił 51 chorągwi (w tym dwie wielkiego mistrza), wśród których znajdowali się również goście zakonu z Anglii, Francji, Luksemburga, Niemiec, Szwajcarii, Śląska, Pomorza, Czech, Moraw, Węgier oraz Inflant. Udział w bitwie po stronie zakonnej wzięli m.in. Fryderyk von Wallenrode, Konrad Lichtenstein, Thomas von Morheim, Wilhelm von Helfenstein, Heinrich von Schwelborn, Godfryd von Hatzlfeld, Burchard Wobeke, Arnold von Baden, Arnold Stapil, Markward von Salzbach i Werner von Tettingen. Według niektórych badaczy samych braci-rycerzy krzyżackich było pod Grunwaldem tylko około 250, resztę stanowili goście i zaciężni. Według najnowszych badań, po stronie krzyżackiej walczyli również Słowianie (z Prus, Pomorza oraz Śląska m.in. książę oleśnicki Konrad VII Biały), a także Prusowie i Litwini zamieszkali na terenie Prus Zakonnych .
| Herb | Nazwa                                                                        | Pochodzenie | Dowódcy i rycerze |  |
| ---- | ---------------------------------------------------------------------------- | --- | --- |  |
|      | Chorągiew Wielkiego Mistrza większa                                          | Znakomitsi rycerze zakonni i dworzanie Wielkiego Mistrza Zakonu. | Ulrich von Jungingen |  |
|      | Chorągiew Wielkiego Mistrza mniejsza (gończa)                                | Znaczniejsi rycerze zakonni, niektórzy rycerze zaciężni z różnych krajów Niemiec, niektórzy dworzanie i pokojowcy Wielkiego Mistrza.                                               | Wielki Szatny i Komtur zamku w Dzierzgoniu (Christburg) Albrecht von Schwarzburg; Stanisław z Bolemina z ziemi chełmińskiej, Leopold von Kökeritz z Łużyc i inni. |  |
|      | Chorągiew Zakonu Krzyżackiego (wszystkie niemieckie)                         | Rycerze zakonni z Prus Zakonnych i innych terytoriów zakonnych, rycerze goście z Frankonii                                                                                         | Marszałek Wielki Prus Friedrich von Wallenrode. Rycerze z rodów Belliere, Bretagne, Audrehem, Breteuil, Beaufort i inni. |  |
|      | Chorągiew księcia oleśnickiego Konrada Białego                               | Rycerze z księstwa oleśnickiego i wrocławskiego oraz zaciężni ze Śląska, | Konrad Biały, Ok.20-letni syn księcia oleśnickiego Konrada III Starego. Po bitwie w niewoli polskiej. Rycerze Unruch, Biberstein, von Baruth, Albrecht von Kolditz, Lebno (Wczele), Kizinek, Glaubicz, Drogosław, Brochwicz II, Wieże, Przerowa, Napiwon, Kornic, Kietlicz i inni. Rycerze rodu Kottwitz z Konotopa i Bojadła na Śląsku: Nickel von Kottwitz, Witche i Kuncze Kottwitz. (Mikołaj von Kottewitz w czerwcu 1410 r. przywiódł do Prus 150 kopii konnych i licznych kuszników. Dwukrotnie w niewoli polskiej, po bitwach pod Grunwaldem i Koronowem) |  |
|      | Chorągiew Świętego Jerzego                                                   | Goście Zakonu i rycerze najemni z różnych krajów. | Krzysztof von Gersdorf (Kerzdorff), dowodził chorągwią św.Jerzego, Mikołaj de Gara, Ścibor ze Ściborzyc. Po bitwie w niewoli polskiej. Rycerze z rodów m.in. FitzAlan (Ang), Stafford (Ang), Lovell (Ang), Beauchamp (Ang), Crequy (Fra), Fauquembergues (Fra), Auxerre (Fra), Luksemburczycy, von Daun-Densborn (Luks), Rakonczay (Węg), Plantagenet (Ang), Holland (Ang), Warwick (Ang), Offemont (Fra), Preaux (Fra), Bacqueville (Fra), de la Marche (Fra), Luxembourg (Luks), von Schleiden (Luks), Hungary (Węg)                                           |  |
|      | Chorągiew miasta Chełmna (niem. Kulm)                                        | Mieszczanie i lokalni rycerze | Jej dowódcami byli rycerze: Janusz Orzechowski i Konrad z Robkow (Robakowa). Chorąży Mikołaj z Ryńska zwany Niksz ze Szwabii |  |
|      | Chorągiew Wielkiego Skarbnika Zakonu                                         | | Wielki Skarbnik krzyżacki, Thomas Moerheym (Merheim) |  |
|      | Chorągiew biskupstwa i biskupa pomezańskiego Jana Riemana                    | Rycerze z biskupstwa pomezańskiego oraz rycerze ziemscy, zaciągnięci przez biskupa pomezańskiego                                                                                   | Markward von Reschemburg (Reszemburg). Łopacki herbu Kotwica, Cygański herbu Dołęga, Jaromierski herbu Samson, Pawłowski herbu Gwiazda (z Pomezanii), Aurszwald herbu własnego, Łążyński herbu Ramułt, Gałczewski herbu Jezierza, Gardyński herbu Drogomir, Kręski herbu własnego, Jaworski herbu Sas pruski i inni. |  |
|      | Chorągiew Komturii i miasta Grudziądza                                       | Rycerze i mieszczanie, osiedli wokół Grudziądza i w nim samym, poddani Zakonu i zaciężni.                                                                                          | komtur Wilhelm von Ellfenstein (Helfenstein). |  |
|      | Chorągiew Komturii, zamku i miasta Bałga (niem. Balga)                       | Rycerze komturii i ziemscy, od Bałgi do Ełku | komtur Bałgi, Fryderyk von Zollern. (Uciekł z pola bitwy) |  |
|      | Chorągiew komturii i miasta Kowalewo (niem. Schönsee)                        | | komtur Nicolai von Viltz /Nicolaus von Vitz (Niklosz Wylcz). Poległ w bitwie. |  |
|      | Chorągiew miasta Królewiec (niem. Königsberg)                                | Rycerze komturii Królewca | komtur domowy Hanus von Haydet |  |
|      | Chorągiew komturii Starogrodzkiej (niem. Althausen/Alt Culm).                | Bracia zakonni, lokalni rycerze, spora liczba zaciężnych | komtur Eberhard von Ippinburg (poległ w bitwie) |  |
|      | Chorągiew biskupa i biskupstwa sambijskiego                                  | | Henryk, hrabia z Kamieńca w Miśni |  |
|      | Chorągiew komturii i miasta Tucholi                                          | | komtur Heinrich von Schwelborn (kazał nosić przed sobą dwa nagie miecze). Zabity w ucieczce po bitwie, prwdopodonie we Frygnowie, przez ścięcie głowy. |  |
|      | Chorągiew Wielkiej Komturii                                                  | Wystawiona przez wójtostwo Sztumu. Rycerze Sztumu i rycerze-goście i zaciężni z Austrii                                                                                            | Wielki Komtur, Kuno (Konrad) von Lichtenstein |  |
|      | Choragiew zamku i komturii Nieszawy                                          | Kuno | komtur Gotfryd von Hatzfeld (nie Konrad) |  |
|      | Chorągiew zaciężnych rycerzy z Westfalii                                     | | Rycerze rodu Dönhoff, Voss i inni |  |
|      | Chorągiew wójtostwa i miasta Rogóźna                                         | | wójt Rogóźna, Fryderyk von Wenden |  |
|      | Chorągiew komturii i miasta Elbląga                                          | Rycerze i mieszczanie komturii i miasta Elbląga, część braci i półbraci zakonnych oraz rycerzy zaciężnych z Prus                                                                   | Wielki Szpitalnik Zakonu, komtur Werner von Tettingen (Thetinger) (ocalał i uciekł z pola bitwy) |  |
|      | Chorągiew komturii i miasta Pokrzywno (wówczas Koprzywno) (niem. Engelsberg) | Rycerze zamku i komturii, rycerze zaciężni, mieszczanie | komtur Burchard von Vobecke (Barkard Wobecke) |  |
|      | Chorągiew komturii i miasta Brodnicy (niem. Straisberg an der Drewenz)       | | komtur Balidemin /Baldwin Stoll |  |
|      | Chorągiew biskupa i biskupstwa sambijskiego Heinricha von Seefelda           | Rycerze ziemscy biskupstwa sambijkiego | Teodoryk z Sonnenburga (Theoderich von Sonnenburg) |  |
|      | Chorągiew zamku Bratian i Nowego Miasta (niem. Neumark)                      | | wójt Jan von Redern (Johann von Redere) |  |
|      | Chorągiew miasta Braniewa (niem. Brunsberg)                                  | mieszczanie, lokalni rycerze i nieco zaciężnych | |  |
|      | Chorągiew zaciężnych rycerzy niemieckich. Być może druga chorągiew Gniewska  | | |  |
|      | Chorągiew szwajcarskich rycerzy zaciężnych                                   | Ew.druga chorągiew Bałgi i rycerze zaciężni, w tym z Frankonii (z rodu Fischborn)                                                                                                  | |  |
|      | Druga chorągiew miasta Elbląga (niem. Elbing)                                | mieszczanie oraz rycerze lokalni i zaciężni (w tym z Miśni) | komtur domowy Elbląga Ulrich von Stoffeln |  |
|      | Chorągiew wójtostwa i miasta Leszken (właściwie Laski na Żuławach Wiślanych) | Poddani Zakonu terenu Żuław oraz rycerze zamku w Malborku | wójt Konrad von Kunseck (prawdopodobnie Koenigsegg lub Koenigsbeck) |  |
|      | Chorągiew mieszczan elbląskich (niem. Elbing)                                | Mieszczanie i ziemianie Elbląga, niektórzy najemnicy | burmistrz Henrik Mönch (uniknął śmierci w bitwie) rajcowie miejscy Klaus Kustrat, Bertram Betke |  |
|      | Chorągiew komturii i miasta Człuchowa (niem. Schlochau).                     | Niektórzy bracia i półbracia zakonni stanu rycerskiego i ziemianie oraz rycerze i mieszczanie okręgu i miasta Człuchowa.                                                           | Komtur Arnold von Baden – prawdopodobnie nie brał udziału w bitwie. |  |
|      | Chorągiew miasta Bartoszyc (niem. Bartenstein)                               | | ew. lokalny prokurator zakonny |  |
|      | Chorągiew komturii i miasta Ostródy (niem. Osterode)                         | Bracia zakonni stanu rycerskiego i ziemianie lennicy podlegający komturstwu ostródzkiemu                                                                                           | Komtur Konrad (Gamrath) von Pinzenau, chorąży Peregryn Fogel |  |
|      | Chorągiew komturii i miasta Szczytna (niem. Ortelsburg)                      | | prokuartor krzyżacki podległy komturowi Elbląga |  |
|      | Chorągiew komturii i miasta Ragneta (hist. niem. Ragnit i lit. Ragain)       | 2 chorągwie miasta i ziemi Ragnety. Bracia zakonni stanu rycerskiego z komturstwa ragneckiego i ziemianie lennicy komturstwa i okolicy ragneckiej.                                 | komtur Bałgi i Ragnety, Fryderyk (Friedrich) von Zollern, |  |
|      | Chorągiew Starego Miasta Królewca/Knipawy (niem. Königsberg/Kneiphof)        | Rycerze i mieszczanie miasta Starego Królewca-Kniapwa, zaciężni z Inflant i majętni chłopi sambijscy, ok. 200 konnych i bardzo duża liczba pieszych. Porzucili sztandar po bitwie. | Burmistrz Konrad Marscheide |  |
|      | Chorągiew rycerzy z Inflant i Nadrenii                                       | Rycerze niemieccy osadnicy na terenach Inflant i goście z Nadrenii | |  |
|      | Chorągiew wójtostwa i miasta Tczewa (niem. Dirschau)                         | Rycerze-bracia zakonni, rycerze ziemscy, mieszczanie, rycerze zaciężni | Wójt Mathias von Bebern |  |
|      | Chorągiew miasta Olsztyna (niem. Allenstein)                                 | właściwie chorągiew kapituły warmińskiej, rycerze z komornictw olsztyńskiego, melzackiego i być może fromborskiego oraz oddział najemny                                            | wójt olsztyński |  |
|      | Chorągiew rycerzy z Miśni                                                    | Rycerze goście i zaciężni z Miśni i innych regionów Niemiec | |  |
|      | Chorągiew komturii i miasta Brandenburg (pol. hist. Pokarmin)                | Rycerze zamkowi i regionu Prus | komtur Marquard von Salzbach (ścięty po bitwie z rozkazu Witolda) |  |
|      | Chorągiew Kazimierza V, następcy księcia szczecińskiego Świętobora I         | Rycerze niemieccy osiedleńcy i nieliczni rycerze polscy | Kazimierz V Szczeciński |  |
|      | Chorągiew rycerstwa ziemi chełmińskiej (niem. Kulmer Land)                   | Rycerze ziemscy polscy, osadnicy niemieccy, rycerze zamkowi | komtur Torunia Johannes hrabia von Sayn (Saym), Mikołaj Ryński (Nicolas von Renis) chorąży chełmiński; Hans (Hanusz) z Pułkowa (Hans von Renis, Hanus von Polkaw), brat Mikołaja; Mikołaj I von Pfeilsdorf |  |
|      | Chorągiew miasta Gdańska                                                     | Chorągiew „miejska”, ok. 500 ludzi. | Burmistrz Gdańska. Składała się z mieszczan (raczej uzbrojonej piechoty), okolicznych rycerzy ziemskich i pewnej ilości marynarzy. |  |
|      | Chorągiew Komturii Gdańska (niem. Danzig)                                    | Rycerstwo-bracia i półbracia zakonni komturii Gdańska, rycerze zaciężni z terenu Niemiec – ok. 400 ludzi                                                                           | Komtur Johann Schonenfhelt (Schönenfeld) . |  |
|      | Chorągiew biskupstwa warmińskiego i Lidzbarka biskupa Henryka Vogelsanga     | Rycerstwo z terenu Warmii z komornictw biskupich | |  |
|      | Chorągiew komturii i miasta Torunia (niem. Thorn)                            | | nominalnie wicekomtur toruński Johann von der Merse, burmistrz Starego Miasta Torunia Jan von der Merse (dostał się do niewoli polskiej), faktycznie dowodził rycerz Albrecht Rothe |  |
|      | Druga chorągiew komturii gdańskiej                                           | Pewna ilość spośród miejscowego rycerstwa i rycerzy zaciężnych z Niemiec | Komtur Domowy Kunz von der Vesta |  |
|      | Chorągiew miasta Gniewu (niem. Mewe)                                         | Szlachta i mieszczanie okręgu gniewskiego oraz rycerze z Frankonii | być może komtur gniewski, Jan hrabia von Wenden |  |
|      | Chorągiew miasta Święta Siekierka (niem. Heiligenbeil)                       | | ew. komtur domowy Bałgi |  |
|      | Chorągiew miasta Brunszwiku                                                  | Bracia zakonni stanu rycerskiego, ziemianie i mieszczanie okręgu i miasta Brunszwik w Dolnej Saksonii (Braunschweig, dolnosaks. Brunswiek), Turyngii i Hesji                       | |  |
|      | Proporzec Henryka von Plauen                                                 | Chorągiew nie brała udziału w bitwie, pozostawiona w okolicy Świecia dla obrony przed Januszem Brzozogłowym, starostą bydgoskim                                                    | Henryk von Plauen |  |
|      | Chorągiew komturii świeckiej                                                 | Chorągiew nie brała udziału w bitwie, pozostawiona w okolicy Świecia dla obrony przed Januszem Brzozogłowym, starostą bydgoskim                                                    | |  |

## Sprawy niewyjaśnione

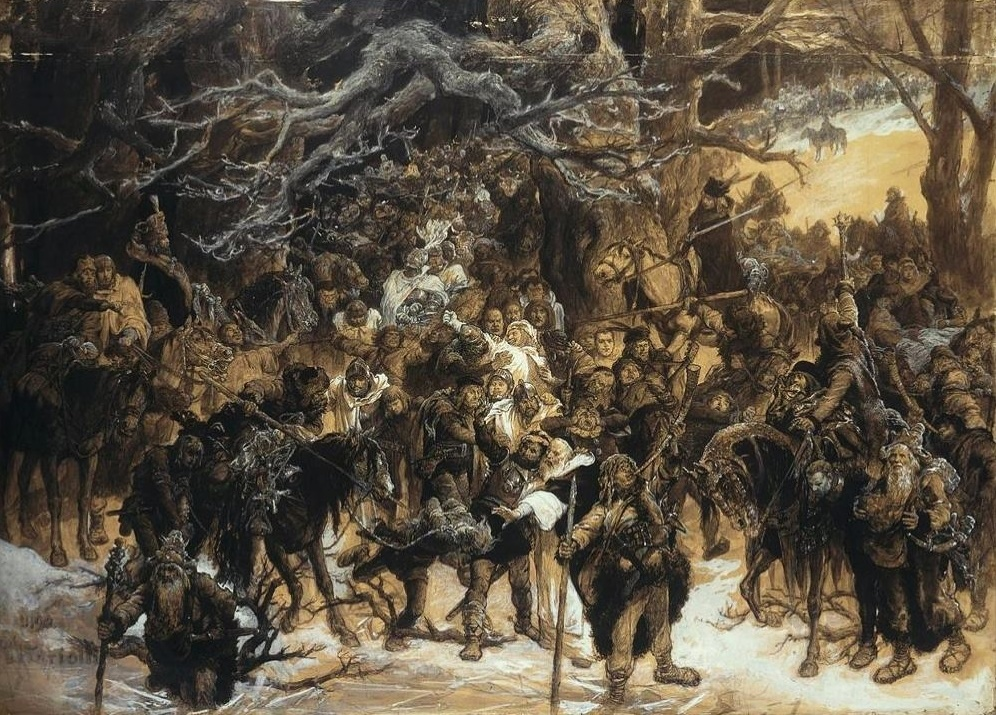
„Powrót Litwinów”. Ilustracja Michała Elwiro Andriollego do „Konrada Wallenroda”

### Liczebność wojsk obu stron
W literaturze historycznej istnieją różne szacunki dotyczące liczebności wojsk uczestniczących w bitwie. Niektóre źródła podają, że siły zakonu krzyżackiego mogły liczyć do 38 tysięcy żołnierzy, a ich sprzymierzeńcy do 43 tysięcy. Jednak wielu historyków uważa te dane za zawyżone. Z powstałej wkrótce po bitwie relacji Mikołaja z Gara i Ścibora ze Ściborzyc wynika, że po obu stronach zginęło ok. 8 tys. ludzi. Przewaga liczebna wojsk unii polsko-litewskiej nad armią krzyżacką jest zazwyczaj uznawana przez badaczy. Z kolei kwestia zagrożenia dla głównego obozu Władysława Jagiełły w wyniku szarży lekkozbrojnej jazdy krzyżackiej jest przedmiotem dyskusji, a motyw ten został uwieczniony w literaturze przez Henryka Sienkiewicza.

### Czyny Zbigniewa Oleśnickiego
Działania Zbigniewa Oleśnickiego podczas bitwy pod Grunwaldem są przedmiotem kontrowersji z powodu różnic w relacjach źródłowych. Najstarszy opis bitwy, zawarty w „Cronica conflictus”, jedynie wspomina, że Oleśnicki dobił rycerza Leopolda von Kökeritz, którego wcześniej pokonał Władysław Jagiełło. W znacznie późniejszej „Kronice” Jana Długosza opis ten został rozbudowany i zawiera dodatkowe szczegóły. Według Długosza, Oleśnicki najpierw, na rozkaz króla obawiającego się o swoje bezpieczeństwo, miał próbować sprowadzić na pomoc chorągiew nadworną, którą dowodził Mikołaj Kiełbasa. Kiełbasa jednak nie wykonał tego rozkazu, obawiając się, że spowoduje to zamieszanie w polskim szyku. Następnie, według relacji Długosza, Oleśnicki miał złamaną kopią zrzucić z konia rycerza Leopolda von Kökeritz, który atakował Jagiełłę, a król miał dobić już powalonego przeciwnika. Później Oleśnicki miał odmówić przyjęcia pasa rycerskiego, oświadczając, że woli walczyć w służbie Chrystusa niż ziemskiego króla.
Relacja Długosza budzi jednak wątpliwości ze względu na możliwą stronniczość – głównym źródłem informacji kronikarza mógł być sam Oleśnicki, który w młodości był jego sekretarzem. Dodatkowo, w relacji tej można dostrzec sprzeczności w przedstawieniu zachowania Jagiełły. W jednej części król jest opisany jako przestraszony i wysyłający Oleśnickiego po pomoc, podczas gdy w innej ukazany jest jako zdecydowany do osobistego udziału w walce.
Współcześni badacze, tacy jak Kazimierz Nadolski w pracy „Grunwald 1410”, uznają za bardziej wiarygodny opis zawarty w „Cronica conflictus”. Zwraca się także uwagę, że wysłanie młodego kancelisty z rozkazem do chorągwi nadwornej byłoby mało prawdopodobne, gdyż w takich sytuacjach Jagiełło najpewniej posłałby gońca lub osobę o wyższym autorytecie. Możliwym wyjaśnieniem tego epizodu jest to, że Oleśnicki, widząc zbliżający się odwód Wielkiego Mistrza, wpadł w panikę i udał się do najbliższej chorągwi, a później, próbując odzyskać honor, zaatakował już pokonanego Leopolda von Kökeritz.

### Okoliczności śmierci dostojników Zakonu
Okoliczności śmierci dostojników Zakonu Krzyżackiego podczas bitwy pod Grunwaldem są kwestią, która budzi wiele pytań. W bitwie uczestniczyło 250 braci zakonnych, co stanowiło prawie całość braci przebywających w Państwie Zakonnym w Prusach. Spośród nich zginęło 203. W porównaniu, według relacji Jana Długosza, w armii polskiej zginęło jedynie 12 znaczących rycerzy. Kronika Jana Posilgego, opisująca bitwę z perspektywy krzyżackiej, wskazuje, że „wróg szczególnie godził w braci”. Z kolei Długosz nie podaje nazwisk polskich rycerzy, którzy mieli pokonać poszczególnych dostojników, z wyjątkiem Mszczuja ze Skrzynna, choć nawet w tym przypadku nie jest jednoznacznie stwierdzone, że to on zabił Wielkiego Mistrza.
Istnieje kilka hipotez próbujących wyjaśnić tę sytuację:
- Dostojnicy Zakonu mogli paść z rąk osób spoza stanu rycerskiego – na przykład chłopskich piechurów. Teza o udziale chłopskiej piechoty po stronie polskiej była popularna w XIX wieku i wspierana przez historyka Stefana Kuczyńskiego. Obecnie jednak uznaje się, że chłopska piechota nie brała udziału w bitwie, co wyklucza tę możliwość[potrzebny przypis].
- Dostojnicy Zakonu mogli być celowo likwidowani z naruszeniem obyczajów rycerskich. Taką interpretację wspiera historyk Kazimierz Nadolski, aczkolwiek takie działania, jeśli miały miejsce, dotyczyłyby raczej pojedynczych przypadków niż masowych egzekucji. Przykładem może być zabicie Markwarda von Salzbacha na rozkaz Witolda, co oficjalnie miało miejsce za obrazę matki Wielkiego Księcia, lecz w rzeczywistości mogło być motywowane chęcią uniemożliwienia mu wyjawienia potencjalnych kontaktów Witolda z Krzyżakami. Kronika Posilgego nie wspomina jednak o naruszeniach obyczajów rycerskich, a Zakon Krzyżacki później nie podjął prób wykorzystania tego faktu w wojnie dyplomatycznej z Polską i Litwą[potrzebny przypis].
- Dostojnicy Zakonu nie dorównywali swojej reputacji jako doskonałych wojowników. Do czasu bitwy pod Grunwaldem bracia zakonni byli postrzegani jako wybitni szermierze, co wynikało z ich działań na początku podboju Prus. Jednak w miarę upływu czasu, większość braci mieszkających w Prusach pełniła głównie funkcje administracyjne, co ograniczało ich możliwość regularnych ćwiczeń rycerskich. W rezultacie, w bitwie ci, którzy nie byli już aktywnymi wojownikami, mogli nie sprostać oczekiwaniom, a ataki, które mogłyby zostać odparte przez dobrze wyszkolonego rycerza, okazywały się dla nich śmiertelne. Większość ocalałych braci to młodsi zakonnicy, którzy jeszcze nie objęli funkcji administracyjnych. Możliwe, że Długosz celowo pominął szczegóły dotyczące śmierci dostojników, aby nie umniejszać rangi zwycięstwa[potrzebny przypis].

## Tradycja bitwy grunwaldzkiej

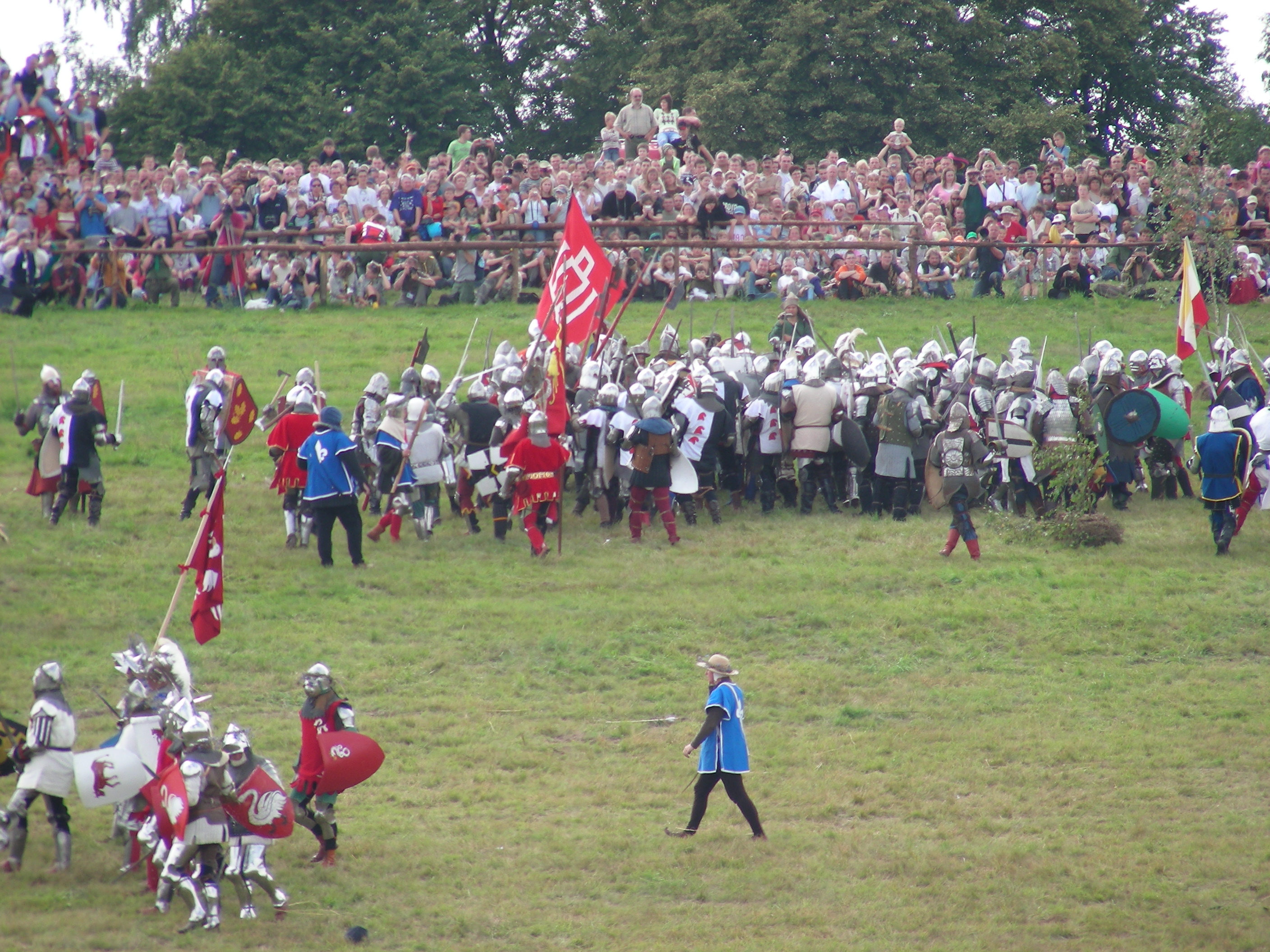
Inscenizacja bitwy pod Grunwaldem, 2007

Odwoływanie się do bitwy pod Grunwaldem stanowiło istotne narzędzie polityki i propagandy Władysława Jagiełły, ale w kolejnych wiekach pamięć o starciu stopniowo zanikała, ustępując zmitologizowanej wizji bitwy pod Płowcami.
Zgodnie z wolą wszystkich stanów duchownych i świeckich król Władysław Jagiełło polecił, aby dzień 15 lipca był obchodzony jako święto narodowe. Każdego roku ze wszystkich kościołów Krakowa w dniu tym wyruszały procesje – najbardziej okazała z katedry wawelskiej – udając się wspólnie do kościoła św. Jadwigi na Stradomiu. Świątynia ta związana była z kultem królowej Jadwigi jako tej, która przepowiedziała załamanie się potęgi krzyżackiej i której orędownictwu współcześni przypisywali grunwaldzkie zwycięstwo. Zachował się dokładny opis takiej procesji z czasów króla Jana III Sobieskiego. Na jej czele szła milicja miejska i żołnierze, dalej postępowali żacy ze sztandarami, prowadzeni przez bakałarzy i seniorów, za nimi górnicy z żup wielickich i członkowie licznych bractw kościelnych z chorągwiami i muzyką. Również z chorągwiami i muzyką, a także z czeladzią uzbrojoną w muszkiety i rusznice, szły cechy krakowskie, a za nimi kongregacje kupieckie z orkiestrą. Magistraty Krakowa, Kazimierza, Kleparza i Piasków kroczyły każdy pod swoją chorągwią. Z 14 klasztorów krakowskich szło 600 mnichów z relikwiarzami, dalej 200 przedstawicieli duchowieństwa świeckiego i kanonicy katedralni. Za profesorami Akademii Krakowskiej z rektorem na czele i pedelami niosącymi insygnia władz akademickich postępowali członkowie kapituły krakowskiej z opatami mogilskim i tynieckim, a za nimi celebrujący biskup pod baldachimem niesionym przez sześciu rajców miejskich. Na końcu w otoczeniu dygnitarzy państwowych szedł król.
Kres uroczystościom grunwaldzkim położyło wejście Prusaków do Krakowa w dniu 15 czerwca 1794 roku. Później, w czasach rządów austriackich, zniszczono też kościół św. Jadwigi, przerabiając go na kamienicę i składy wojskowe.
W publikacjach historycznych z I połowy XIX wieku wciąż jest to potyczka przedstawiana jako wydarzenie o pomniejszej wadze. Różni autorzy mylili nawet datę bitwy, przesuwając ją na 1409 lub 1411 rok. Także jej nazwa wciąż była płynna – poza Grunwaldem i Tannenbergiem występowało wiele form obocznych (np. Grinwald, Grünevald). Wykorzystywano też inne nazwy topograficzne (Ruda, Dąbrówno).
Odrodzenie tradycji zwycięstwa grunwaldzkiego nastąpiło dopiero w II połowie XIX wieku i było reakcją na pojawienie się silnych zjednoczonych Niemiec (1866-1871) powstałych pod przewodnictwem Królestwa Prus. Nastąpiło wówczas utożsamienie „Krzyżaków” z „Niemcami”, co wiązało się z rozwojem sentymentów antyniemieckich w społeczeństwie polskim. Mit grunwaldzki miał też pomóc w odbudowaniu jedności narodów słowiańskich po krwawych wydarzeniach powstania styczniowego (1863-1864). Historyczną podbudowę dla współczesnych stanowiło przede wszystkim dzieło Jadwiga i Jagiełło Karola Szajnochy z 1861 roku, a temat wojny z zakonem krzyżackim spopularyzował Józef Ignacy Kraszewski poprzez swoją powieść Krzyżacy 1410 (wyd. 1874). Dzieła te jednak wciąż nie przypisywały Grunwaldowi decydującej roli, skupiając się na nieudanym wyniku całej wojny. Do odrodzenia się mitu grunwaldzkiego jako wielkiego zwycięstwa nad „Niemcami” przyczyniły się przede wszystkim obraz Bitwa pod Grunwaldem Jana Matejki z 1878 roku i powieść Krzyżacy Henryka Sienkiewicza (wyd. 1897–1900).
Na wskrzeszenie obchodów istotny wpływ miał też Marian Karol Dubiecki, który na łamach „Czasu” zamieścił w grudniu 1901 roku artykuł przypominający genezę uroczystości, ich przebieg i tradycję. Działania te zaowocowały pamiętnymi krakowskimi obchodami 500-lecia zwycięstwa pod Grunwaldem, które miały miejsce w 1910 roku. Wtedy to odsłonięto Pomnik Grunwaldzki  i po raz pierwszy odśpiewano publicznie Rotę Marii Konopnickiej z muzyką Feliksa Nowowiejskiego.
Do bitwy pod Grunwaldem nawiązały też władze carskie po wybuchu I wojny światowej, zachęcając Polaków do walki przeciwko Niemcom u boku Rosji. W Odezwie wielkiego księcia Mikołaja Mikołajewicza do Polaków z 1914 roku znalazło się zdanie, że „nie zardzewiał miecz, który poraził wroga pod Grunwaldem”. Do bitwy grunwaldzkiej nawiązywano również po odzyskaniu niepodległości, w czasie plebiscytów i powstań śląskich.
W czasie II wojny światowej również chętnie odwoływano się do Grunwaldu, co zwłaszcza chętnie czyniło dowództwo Gwardii Ludowej i oddziałów polskich walczących u boku Armii Czerwonej. Ustanowiono min. Order Krzyża Grunwaldu. W czasach PRL tradycja grunwaldzka była wpisana w antyniemieckie wychowanie, do czego przyczyniała się przede wszystkim powieść Sienkiewicza oraz oparty na niej film Krzyżacy w reżyserii Aleksandra Forda z 1960 roku. W tym roku miały też miejsce państwowe obchody 550 rocznicy bitwy na polach grunwaldzkich i odsłonięcie tam nowego pomnika. W ostatniej dekadzie PRL do bitwy odwoływało się środowisko narodowych komunistów skupionych w Zjednoczeniu Patriotycznym „Grunwald”.
W 2010 przypadła 600 rocznica bitwy pod Grunwaldem. W związku z obchodami wiele instytucji państwowych i społecznych postanowiło upamiętnić to ważne z punktu widzenia historii Europy Środkowo-Wschodniej wydarzenie. List intencyjny w sprawie wspólnej organizacji obchodów 600. rocznicy bitwy pod Grunwaldem, podpisali 15 marca 2010 Vytautas Umbrasas i Piotr Żuchowski, odpowiednio wiceminister obrony kraju Republiki Litewskiej oraz sekretarz stanu w Ministerstwie Kultury i Dziedzictwa Narodowego RP. Porozumienie dotyczyło wspólnych działań informacyjnych oraz wspólnej kampanii promocyjnej najważniejszych projektów kulturalnych związanych z tą inicjatywą. Organizatorami ze strony polskiej zostało Ministerstwo Kultury i Dziedzictwa Narodowego wraz z Narodowym Centrum Kultury.

## Upamiętnienie
Walki rycerzy polskich i litewskich pod Grunwaldem zostały po 1990 upamiętnione na Grobie Nieznanego Żołnierza w Warszawie napisem na jednej z tablic: „GRUNWALD 15 VII 1410”.
W wielu miejscowościach w Polsce są nazwy nawiązujące do bitwy pod Grunwaldem: ulica Grunwaldzka (w Świnoujściu, w Bydgoszczy, w Kielcach, w Niepołomicach, w Olsztynie, w Policach, w Poznaniu, w Prudniku, w Pruszczu Gdańskim, w Rzeszowie, w Sopocie, w Żywcu), aleja Grunwaldzka (Gdańsk: Aleja Grunwaldzka, Elbląg, Sieradz), plac Grunwaldzki (w Warszawie, we Wrocławiu, w Szczecinie, w Bytomiu, w Gdyni, w Katowicach, w Żywcu, w Wałbrzychu, w Gorzowie Wielkopolskim oraz w Braniewie pod nazwą Plac Grunwaldu. W Elblągu jest Rondo bitwy pod Grunwaldem, a w Lubowidzu jest ulica 10 Lipca 1410.
W Krakowie stoi Pomnik Grunwaldzki. Postawiony został w 1910 roku dla upamiętnienia pięćsetnej rocznicy bitwy z zakonem krzyżackim.

## Inscenizacje bitwy

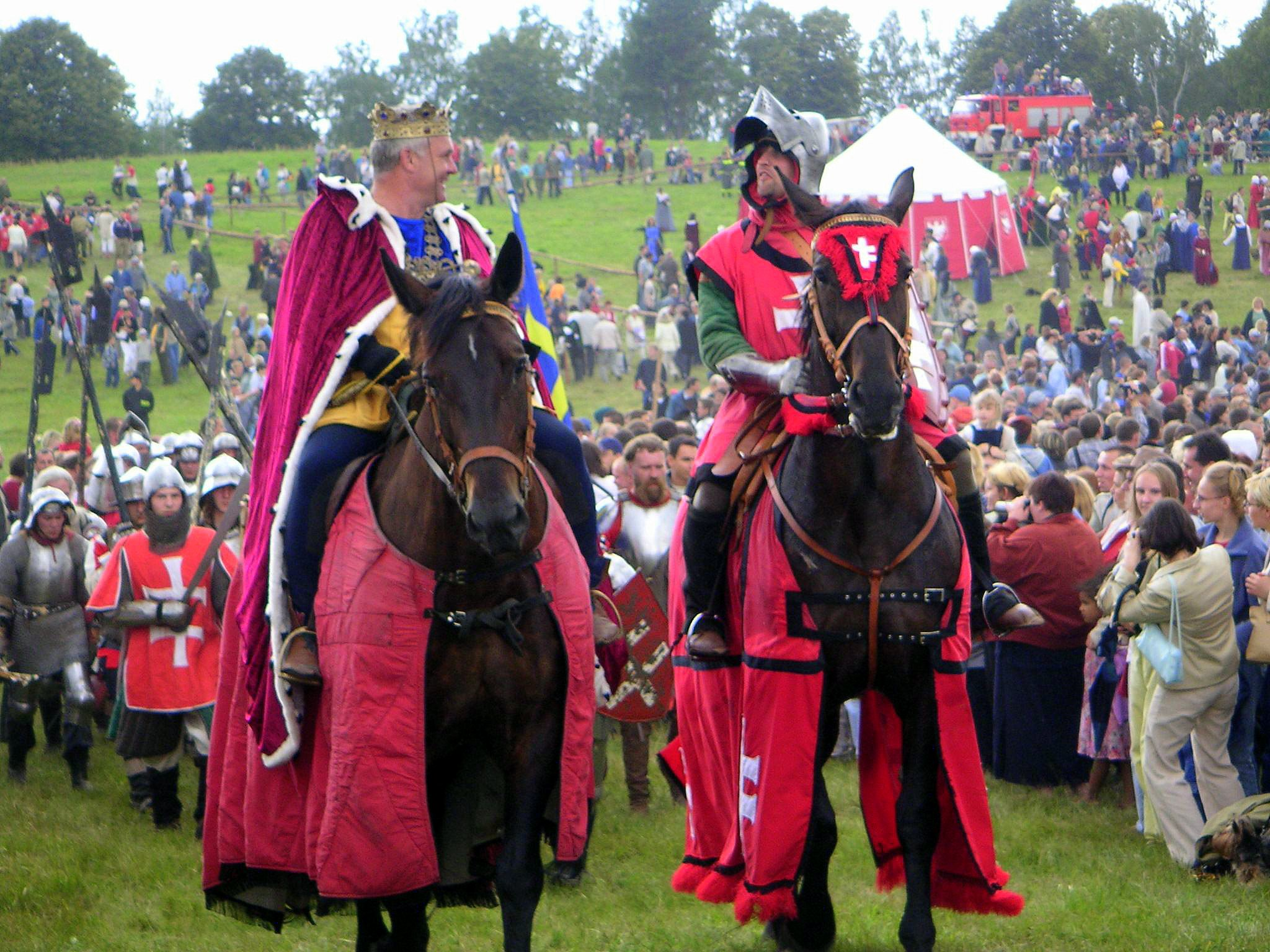
Król Jagiełło wraz z rycerzem na tle wojsk polskich, inscenizacja z 2003

Co roku, w rocznicę bitwy, członkowie bractw rycerskich z całej Europy odgrywają pod Grunwaldem wydarzenia z 15 lipca 1410. Spektakl zawsze przyciąga kilkudziesięciotysięczne rzesze widzów. Charakter inscenizacji nie zawsze jest jednak zgodny z realiami historycznymi.